# دژ هوهنسالزبورگ

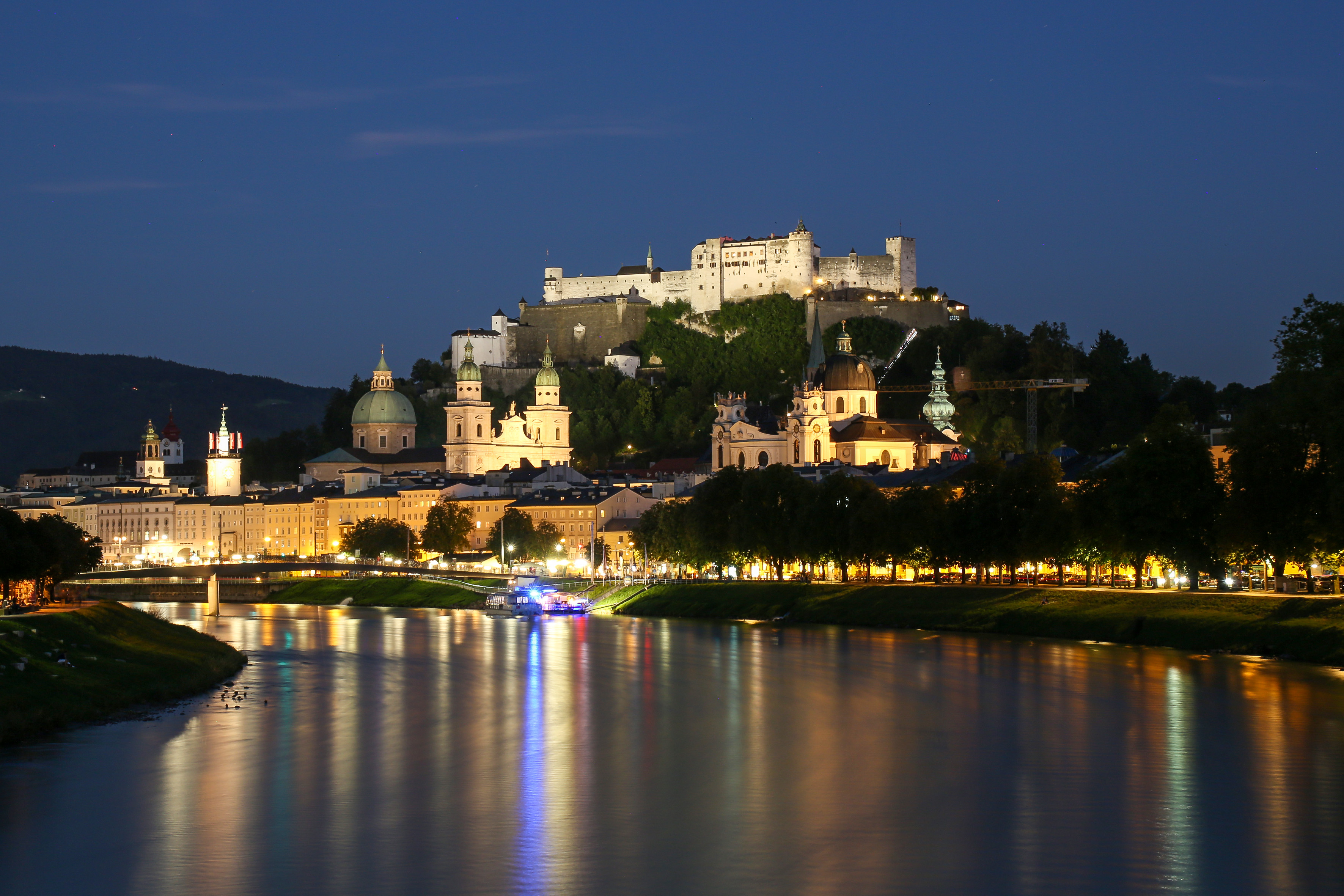
حال و هوای عصرانه دژ هوهنسالزبورگ

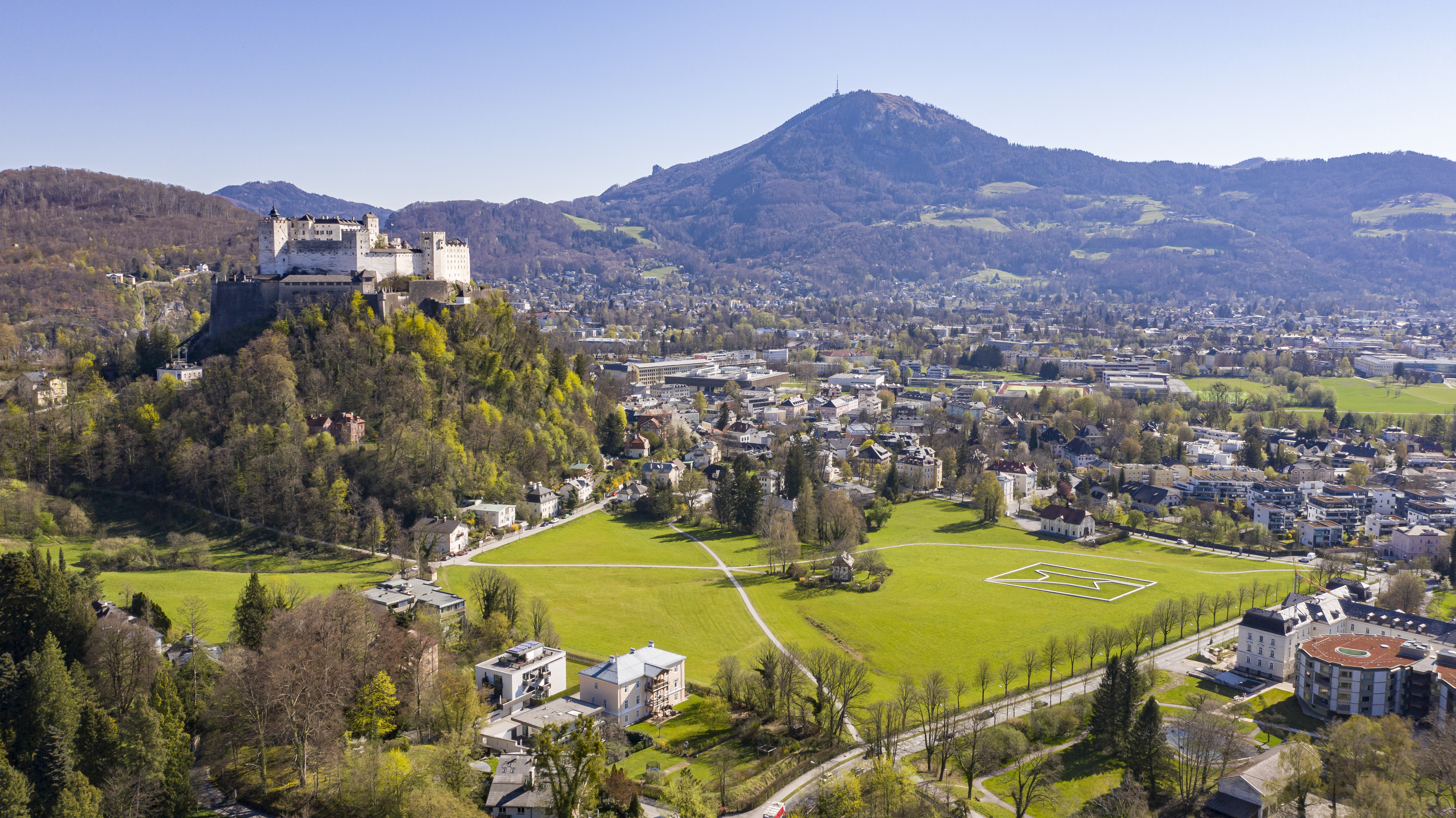
دژ هوهنسالزبورگ با Kraut Hügel در پیش زمینه و Gaisberg در پس زمینه

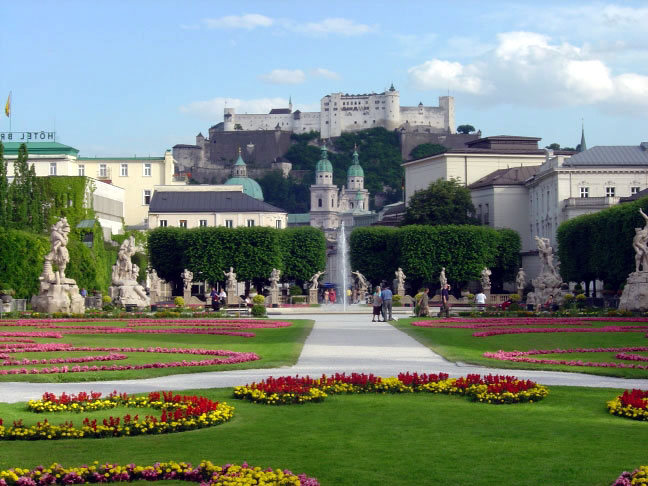
هوهنسالزبورگ از باغ‌های میرابل

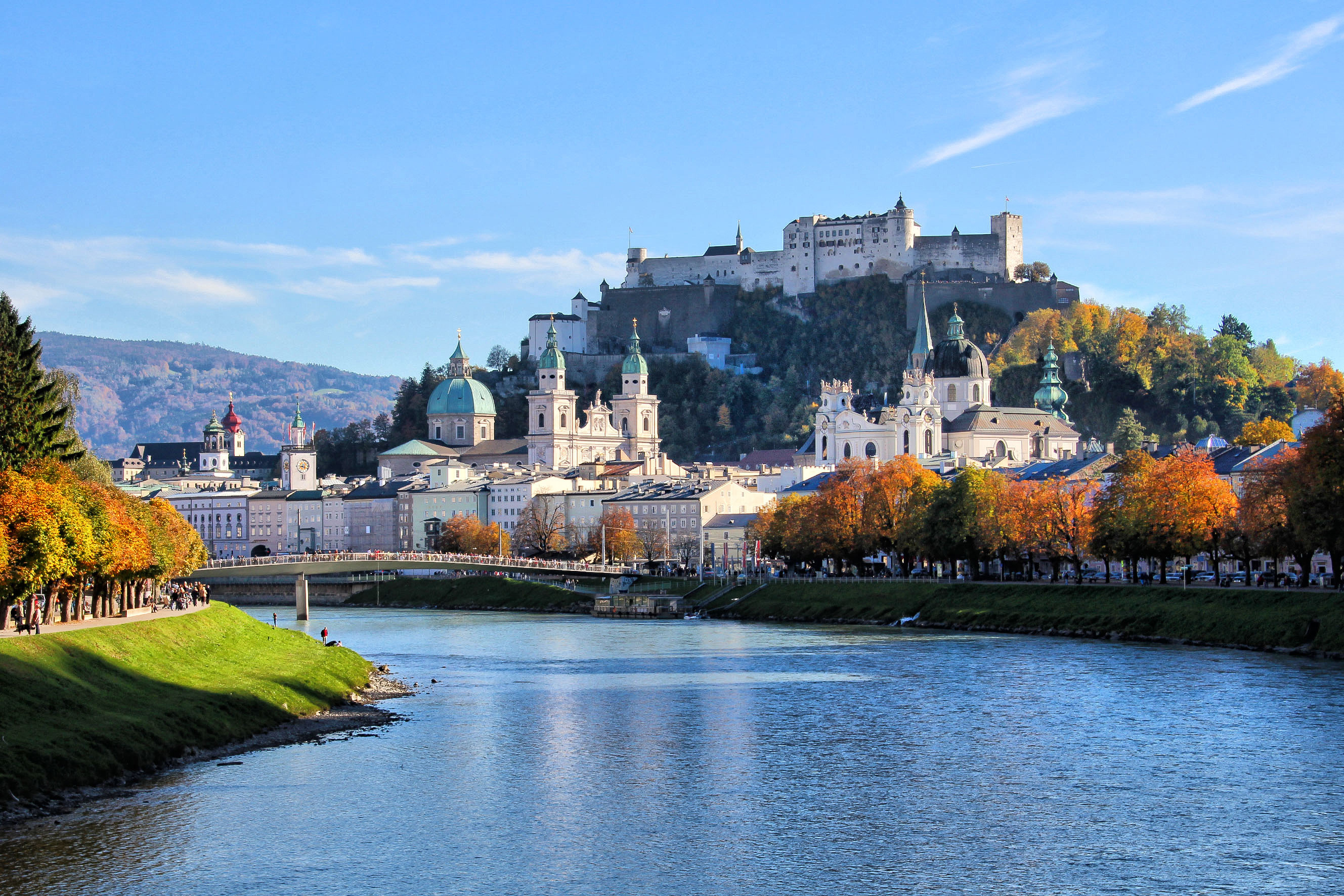
بت‌های پاییزی دژ هوهنسالزبورگ

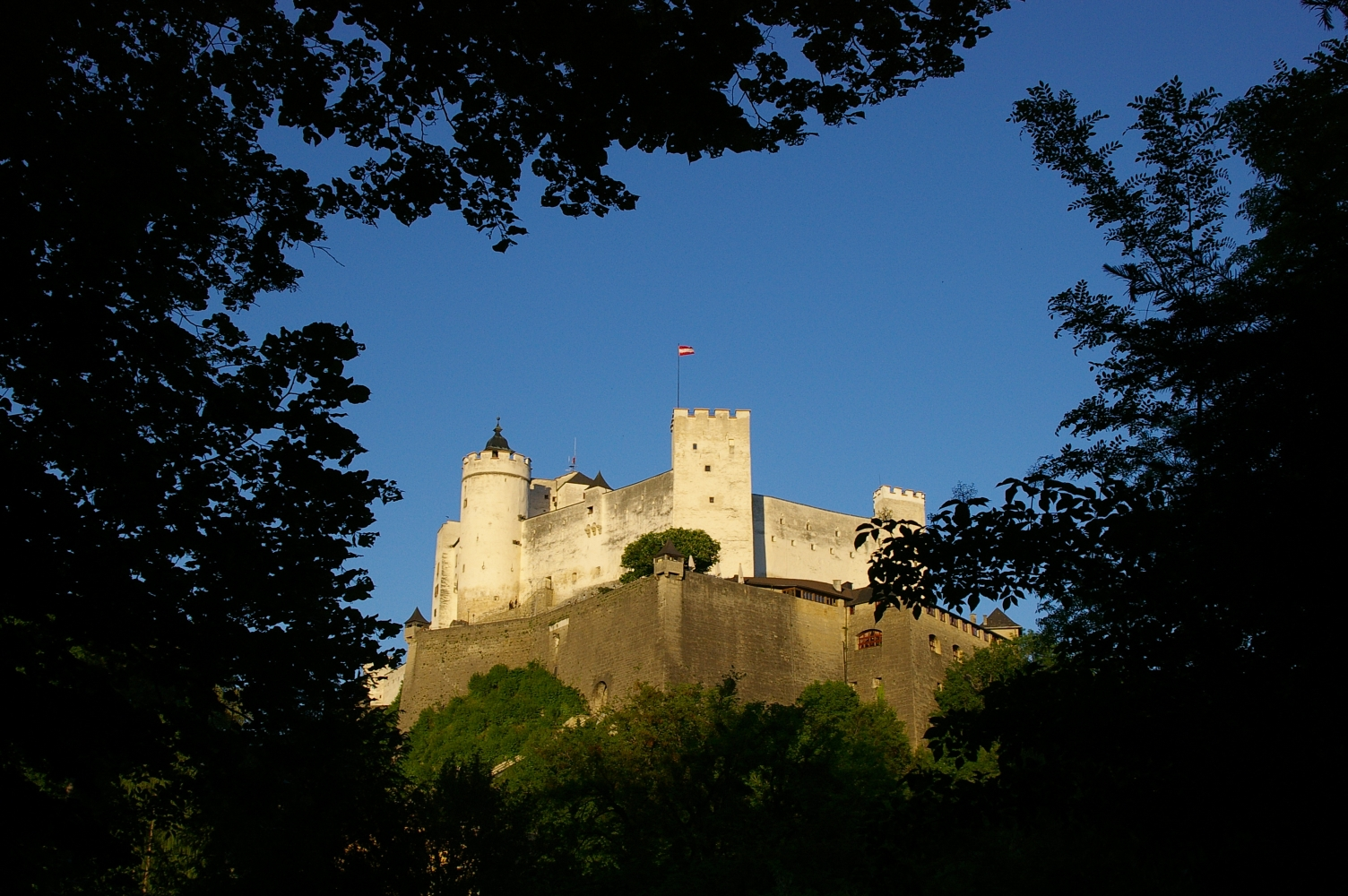
هوهنسالزبورگ از Oskar-Kokoschka-Weg

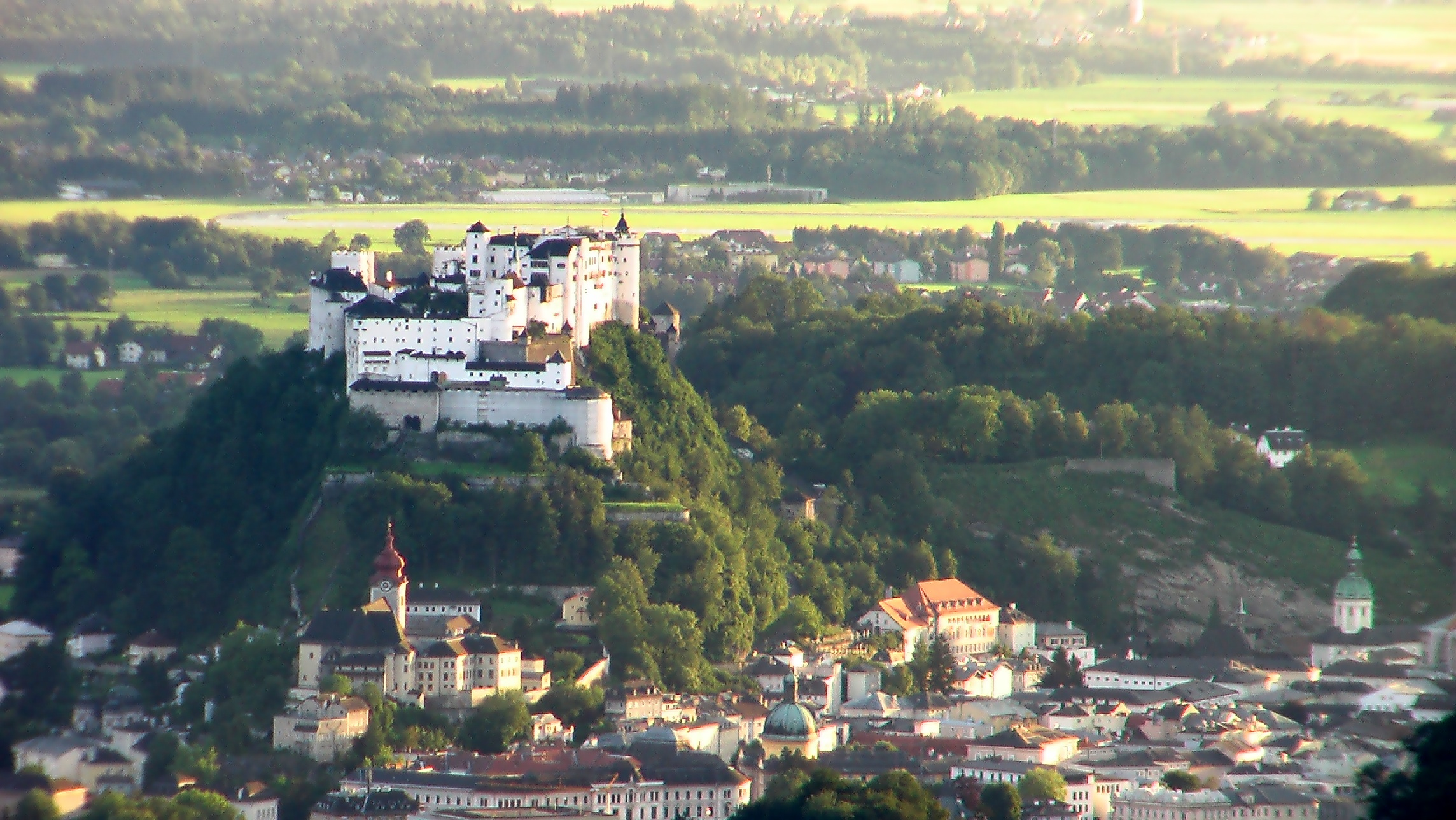
نمایی از دژ از Gersberg Alm

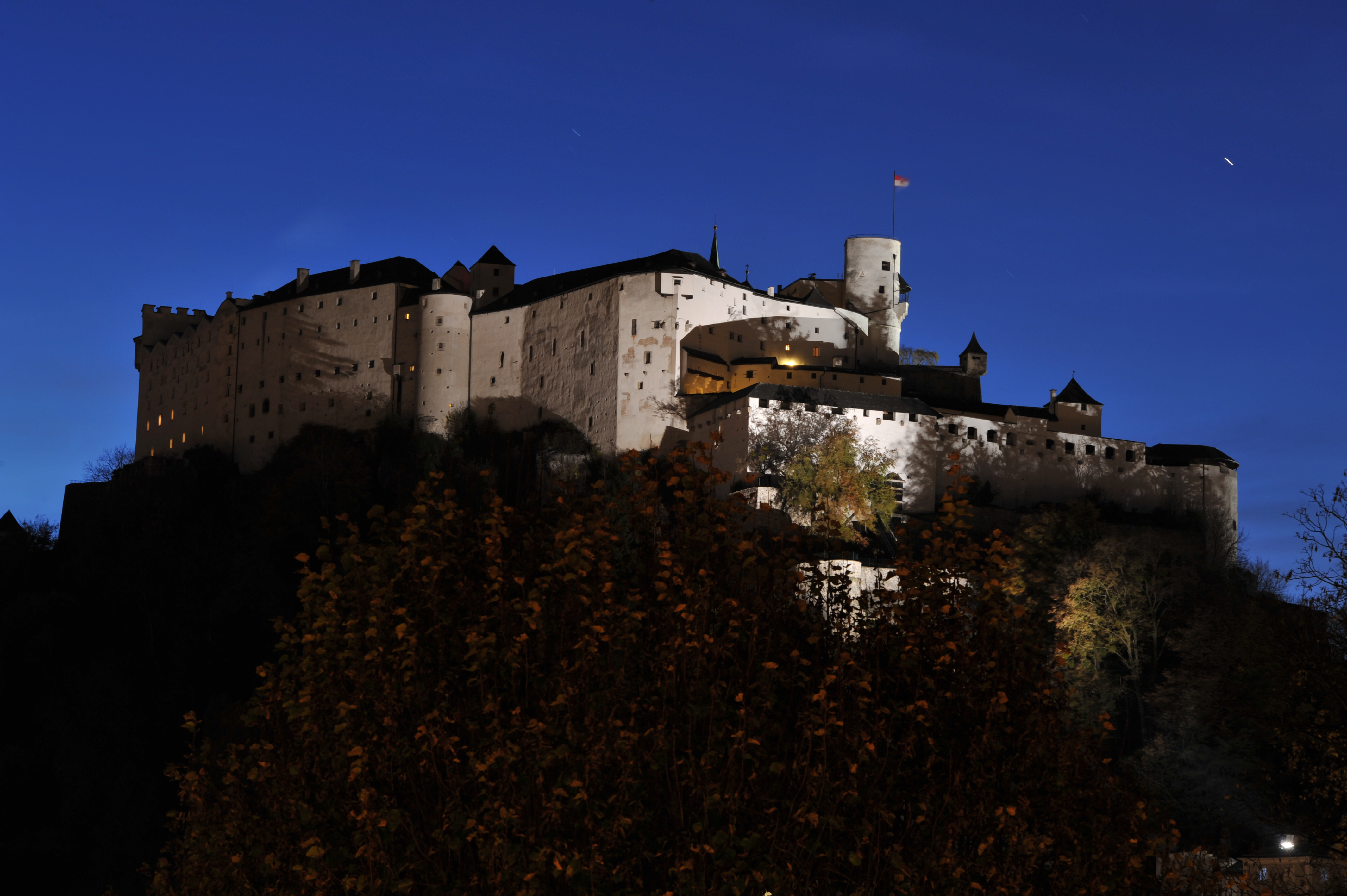
نورپردازی عصر دژ

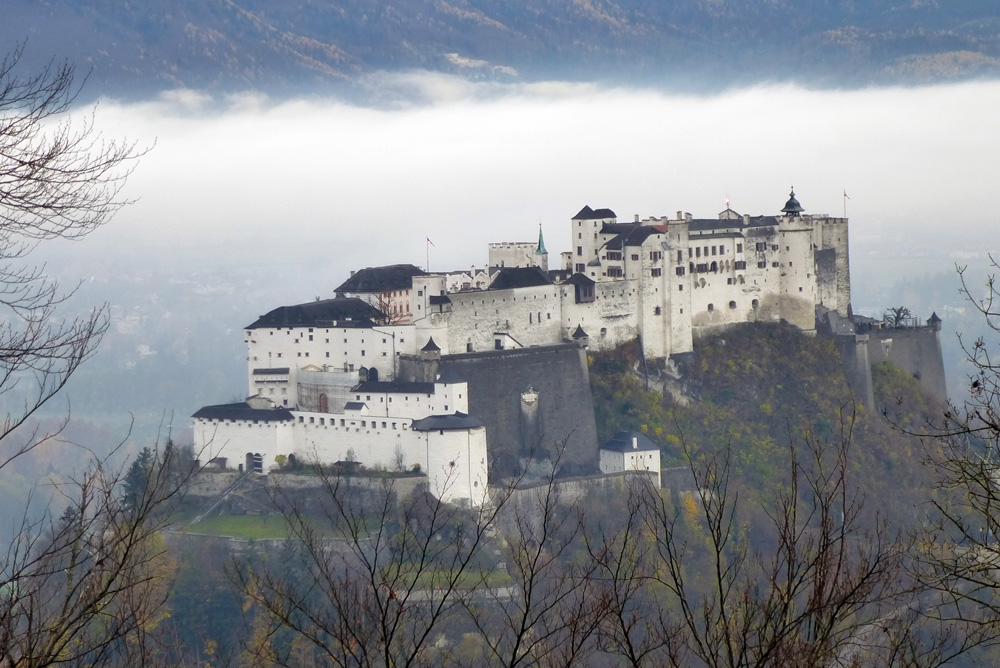
دژ هوهنسالزبورگ

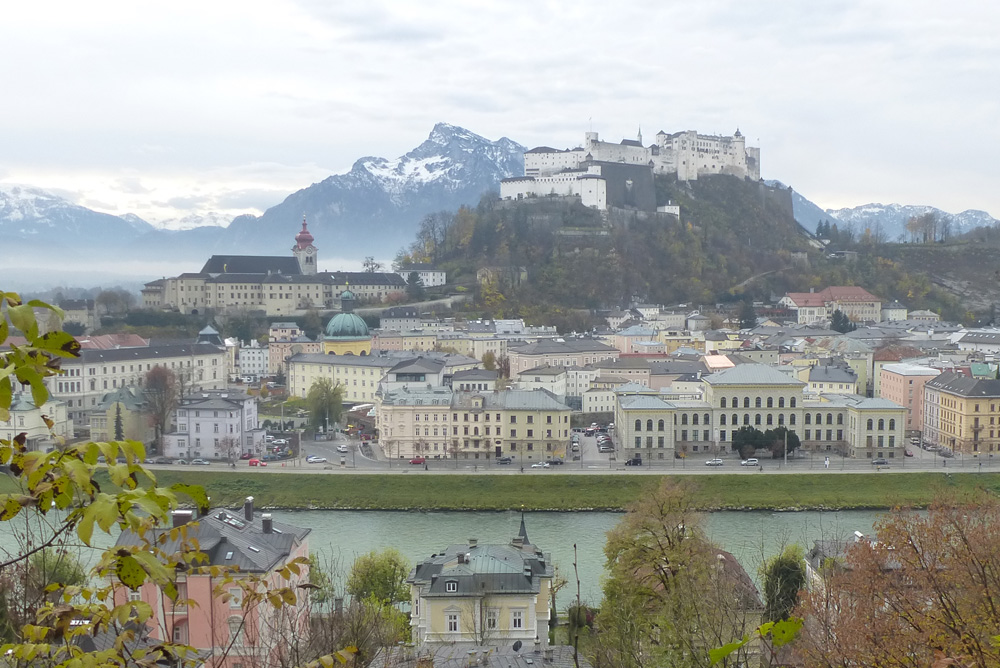
سالزبورگ با هوهنسالزبورگ

دژ هوهنسالزبورگ مرزنمایی در شهر سالزبورگ است. این دژ بر روی کوهی بر فراز شهر به نام کوه دژ قرار دارد که از شمال غرب تا مونچسبرگ ادامه دارد. دامنه‌های شرق تپه دژ نونبرگ نامیده می‌شود که صومعه زنان Benedictine نونبرگ درست در زیر تأسیسات بیرونی شرقی دژ - سنگرهای نونبرگ قرار دارد. دژ هوهنسالزبورگ با مساحتی بیش از ۷۰۰۰ متر مربع (شامل سنگرهای بیش از ۱۴۰۰۰ متر مربع)، یکی از بزرگترین مجموعه‌های دژ در اروپا است که قدمت آن به قرن یازدهم بازمی‌گردد. این دژ به عنوان یکی از بزرگترین دژهای کاملاً حفاظت‌شده در اروپای مرکزی، سالانه بیش از یک میلیون گردشگر دارد که آن را به پربازدیدترین مناظر اتریش در خارج از وین تبدیل می‌کند، اگرچه در پایتخت فدرال تنها کاخ و باغ‌وحش شونبرون و باغ‌وحش از آن پیشی می‌گیرند. موزه تاریخ هنر (وین) (آمار بازدیدکنندگان ۲۰۱۷).

## تاریخچه
در سال ۱۰۷۷ گبهارد (۱۰۱۰–۱۰۸۸) اقدام به ساخت یک برج مسکونی کرد - که امروزه هنوز هم مرکز هوهر استاک را نشان می‌دهد - یک کلیسای کوچک و یک ساختمان مسکونی کوچک همراه با حلقه دیوار مرتبط. با این حال، از آنجایی که گبهارد در جریان مناقشه سرمایه‌گذاری تبعید شد، این ساخت و ساز تنها در زمان اسقف اعظم برتولد فون موسبورگ که توسط امپراتور منصوب شد و در زمان اسقف اعظم کنراد فون آبنبرگ (۱۱۰۶–۱۱۴۷) کامل شد.
از قرن ۱۲ تا قرن ۱۴، وسعت فعلی دژ تا حد زیادی با ساخت حلقه استحکامات بیرونی کامل و مشخص گردید.
در سال ۱۴۶۲، در زمان Burkhard II von Weißpriach (1461-1466)، دیوار حلقه توسط چهار برج (برج ناقوس، برج ترومپت، برج گیاهی و آهنگر یا برج زندانی) تقویت شد، ورودی شرقی بر روی نونبرگ توسط دیوار با ضخامت یک متری محافظت می‌شد. -دیوار ضخیم و ضلع جنوبی دژ توسط دیواری به سنگر متصل شده‌است.
در زمان جانشین ویسپریاخ، برنهارد فون روهر (۱۴۶۶–۱۴۸۱)، دیوار حلقه‌ای قدیمی از سال ۱۴۷۹ ساخته شد و به اصطلاح گذرگاه مار ایجاد شد که به عنوان روش دفاعی در شرق به سمت صومعه Nonntal و نونبرگ عمل می‌کرد.
جان سوم ضربه سنج (1481-1489) "Hohen Stock" را به یک ساختمان مسکونی چهار طبقه گسترش داد. علاوه بر این، اولین زرادخانه و انبار غله نیز وجود داشت. نشان بکن‌شلاگر را می‌توان هنوز بر روی آن پیدا کرد - قدیمی‌ترین نشانی که هنوز در دژ هوهنسالزبورگ وجود دارد.
لئونارد فون کوچاخ (۱۴۹۵–۱۵۱۹) بین سال‌های ۱۴۹۵ و ۱۵۱۹ به گسترش دژ ادامه داد و بنابراین نشانه‌ای از قدرت خود را در مواقع خطر فزاینده جنگ نشان داد. او طبقه فوقانی را در طبقات دوم و سوم گسترش داد و آن را با خانه طبقاتی که در محل نمازخانه قبلی ساخته شده بود گسترش داد. در دوره سلطنت او، این دژ به یک مقر حکومتی شیک در اواخر گوتیک تبدیل شد، همان‌طور که اتاق‌های شاهزاده باشکوه هنوز هم نشان می‌دهد.
برای بهبود تأمین آب در صورت محاصره دژ، اسقف اعظم یک آب انبار بزرگ جدید درون دژ ساخت و برخی از برج‌های موجود را برافراشت. Reißzug، قدیمی‌ترین فونیکولور بازمانده جهان، کوچلتورم و نانوایی و همچنین چندین دروازه (Rosspforte, Schleuderpforte) و ساختمان در Höllenpforte زیر نظر لئونهارد فون کوچاخ (یا توسط اسلاف او) ساخته شد. برجسته‌ترین اثر ارگ در Krautturm, Salzburger Stier است که با یک استوانه کار می‌کند و شبیه یک جعبه موسیقی بزرگ است. امروزه این کارخانه قدیمی‌ترین کارخانه تولید شاخ اندام در جهان است.
بودجه برای ساخت سریع ساختمانی عمدتاً از معادن نمک در دورنبرگ در نزدیکی هالین و همچنین از معدن در تاورن تأمین می‌شد. در سال ۱۵۵۵، زمانی که استخراج طلا در اوج خود بود، تولید سالانه کمی کمتر از ۸۳۱ کیلوگرم بود. معدنچیان باتجربه، که اغلب از شمال آلمان آورده شده بودند، در جنگ‌های دهقانی بعدی، هسته قوی مقاومت را در برابر قدرت اسقف اعظم تشکیل دادند.
در زمان ماتیوس لانگ فون ولنبورگ (۱۵۱۹–۱۵۴۰) این قیام‌های دهقانی به اوج خود رسید. از پنجم جولای تا ۳۱ اگوست ۱۵۲۵، کشاورزان و معدنچیان شاهزاده اسقف اعظم را در دژ خود محاصره کردند. این اختلاف بزرگترین چالش برای دژ هوهنسالزبورگ در تاریخ ۹۰۰ ساله آن است. اما دژ تسخیرناپذیر باقی ماند.
برای ولف دیتریش فون رایتناو (۱۵۸۷–۱۶۱۲)، گسترش استحکامات اهمیت چندانی نداشت؛ او به عنوان یک سازنده، خود را در درجه اول وقف پروژه‌های ساختمانی متنوع خود در شهر کرد. با این وجود، دژ به سرنوشت او تبدیل شد. او تا پایان عمر در اینجا توسط جانشینش مارکوس سیتیکوس فون هوهنمس (۱۶۱۲–۱۶۱۹) اسیر بود.
در طول جنگ سی ساله، پاریس فون لودرون (۱۶۱۹–۱۶۵۳) شهر سالزبورگ را در دو طرف سالزاخ با استحکامات جدید و وسیع مستحکم کرد. دژ هوهنسالزبورگ در جنوب شهر سپس به یک دژ مدرن گسترش یافت. اینگونه بود که سنگرهای قدرتمند هاسنگرابن، از جمله اسلحه خانه و سنگرهای توسعه یافته نونبرگ، در دوران سلطنت او به وجود آمدند. او همچنین اولین طاق مانع (طاق لودرون) و سایر ساختمان‌های جانبی قدرتمند مانند خروجی «کتزه»، از جمله دو دروازه و دیوار حائل روی شکاف را داشت که برای محافظت در برابر توپخانه که قوی‌تر شده بود، ساخته یا به‌طور قابل توجهی گسترش یافت. او همچنین تمام دیوارهای دفاعی را که دژ را به شهر سالزبورگ و مونچسبرگ متصل می‌کرد، تقویت شد.
در زمان ماکس گاندولف فون کوئنبورگ (۱۶۶۸–۱۶۸۷)، سنگر آتش به ارتفاع ۳۰ متر و ضخامت چند متر (که سنگر کوئنبورگ نیز نامیده می‌شود) در ضلع شمالی در سال ۱۶۸۱ به عنوان جوانترین سازه دفاعی بزرگ دژ ساخته شد.
بر اساس فهرستی از سال ۱۷۹۰، این اسلحه حاوی بیش از ۱۰۰ قطعه زره کامل برای سواران، بیش از ۱۱۰۰ زره پوش، نیزه و ریش کلاه ایمنی بود. همچنین ۴۱۵ خمپاره، ۴۶۰ توپ آهنی و ۱۳۰ توپ برنزی وجود داشت. با این حال، بسیاری از آنها احتمالاً در آن زمان از نظر نظامی منسوخ و بدون استفاده شده بودند.
در طول جنگ‌های ناپلئون، شهر هیچ مقاومتی در برابر فرانسوی‌های مهاجم نداشت و دژ بدون جنگ به فرانسوی‌ها واگذار شد؛ بنابراین، این دژ به دستور فرانسوی‌ها با خاک یکسان نمی‌شد و برخلاف دژای که در Grazer Schloßberg وجود داشت، حفظ شد.
به دلیل عدم توجه بعدی و آتش‌سوزی در سال ۱۸۴۹، مرمت گسترده‌ای در سال ۱۸۵۱ انجام شد که در درجه اول به فضای داخلی مربوط می‌شد. در سال‌های بعد، این دژ در نهایت به عنوان انبار و پادگان مورد استفاده قرار گرفت. در سال ۱۸۶۱ هوهنسالزبورگ توسط فرانتس ژوزف اول به عنوان دژ رها شد، اما همچنان به عنوان پادگان مورد استفاده قرار می‌گرفت.
در سال ۱۸۹۲، به دلایل گردشگری، خط آهن دژ به Hasengrabenbastei ساخته شد که در ابتدا با نیروی آب کار می‌کرد که سبب شد خانه سابق مایکل هایدن ویران شود. در سالهای ۱۹۵۱ تا ۱۹۸۱ یک حفاظت ایستای پیچیده از کل سیستم انجام شد. این دژ که قبلاً متعلق به شاهزاده اسقف اعظم بود، از سال ۲۰۱۶ به ایالت سالزبورگ تعلق داشت.
دژ هوهنسالزبورگ به عنوان نماد شهر سالزبورگ، در درجه اول برای گردشگری استفاده می‌شود.

## تاریخچه ساختمان

### پیش از تاریخ و باستان
شهر سالزبورگ در بریدگی در ارتفاعات شمالی به سمت رشته کوه‌های آلپ، رو به روی رودخانه سالزاچ واقع شده‌است که یک دره باریک و قابل کنترل (از نظر نظامی) را تشکیل می‌دهد و در نتیجه بهترین شرایط توپوگرافی را برای استقرار دارد. در واقع، تعدادی سکونتگاه سلتیک در بالای تپه در کوه‌های اطراف سالزبورگ، پایگاه‌های کوچک و بزرگ حتی در کوه‌های شهر، مانند Rainberg, Hellbrunnerberg, Kapuzinerberg و Festungsberg وجود دارد. این مکان‌ها ممکن است در زمان تأسیس شهر رومی متروکه شده و ساکنان آن مجبور به نقل مکان شوند. اوپیدا احتمالاً دیگر ضروری و مطلوب نبود.
روم سالزبورگ در اواسط قرن اول به وجود آمد. قرن بعد از میلاد قبل از میلاد، پلینی بزرگ، Juvavum را به عنوان یکی از سه‌پایه نوریک توصیف می‌کند که در دوران امپراتور کلودیوس به مقام یک شهر ارتقا یافته‌است. این شهر احتمالاً تا حد زیادی در زمان نرون توسعه یافته بود. یافته‌هایی از این دوره نیز در دژ هوهنسالزبورگ به دست آمده‌است، فعلاً می‌توان پناهگاهی بدون استحکام را در اینجا تصور کرد.
با افزایش تهاجمات ژرمن‌ها در منطقه سالزبورگ، استحکامات بزرگتری در این منطقه ایجاد شود. افق‌های آتش متعددی را می‌توان همزمان در شهر شناسایی کرد، اما نه در بالا، اما نه یافته‌ها و نه بقایای کمیاب دیوار برای دقیق بودن کافی نیستند. بازسازی‌ها در اواخر دوران باستان، بخش بزرگی از جمعیت باقی مانده به عقب‌نشینی‌های امن نقل مکان کردند، به ویژه به تپه دژ، زیرساخت‌های قدیمی رومی در دره رها شد. در زمان والنتینیان، یک بورگوس کوچک از Legio II Italica در تپه دژ، که در چندین تراس در وسط یک سکونتگاه بزرگتر قرار داشت، مشکوک است.

### اثرهایی از استقرار باواریا
در حوالی سال ۴۷۰، سالزبورگ یک شهر مسیحی متاخر رومی با سه کلیسا بود. پس از خروج رومی‌ها، محل دفن و مقبره ای در پای کوه سند استقرار دایمی در نونبرگ و Festungsberg است. منابع تاریخی اوایل قرون وسطی حاکی از آن است که در ۷ و ۸ ه در قرن نوزدهم دوک‌های باواریا نیز در سالزبورگ اقامت داشتند. تئودبرت سوم. (تئودو سوم، *حدود ۶۸۵، † بعد از ۷۱۶) حتی پس از اینکه کشور توسط پدرش تئودبرگ دوم برای مدت کوتاهی به چهار قسمت تقسیم شد، در سالزبورگ یا در فستونگسبرگ قرار داشت. یک «دژ بالا» - castrum superior - واقع در نونبرگ برای اولین بار در سال ۶۹۶ مستند شده‌است. با این حال، این پیشرو دژ هوهنسالزبورگ نیست، اما تپه دژ را در امکانات فضای باز گنجانده‌است. Martinskirche که متعلق به دژ است نیز در نونبرگ قرار داشت. قدیس حامی آنها به قدیس ملی پادشاهی فرانک اشاره می‌کند که پادشاهان مرووینگ خانواده باواریایی آگیلوفینگر را نصب کرده بودند. آگیلوفینگرها که با خانواده سلطنتی لومبارد ارتباط داشتند، برای یک سیاست منطقه ای مستقل در بایرن تلاش کردند. آنها خود را در برابر نفوذ رو به رشد کارولینژیان بستند، کلیسای ملی خود را با پیوندهای قوی با اقامتگاه‌های دوک خود تأسیس کردند و مذاکرات خود را با دشمنان امپراتوری انجام دادند، به همین دلیل است که تاسیلو سوم. در سال ۷۸۸ توسط شارلمانی تسلیم شد. دوک نشین او منسوخ و تقسیم شد.
با سقوط دوک‌های آگیلوفینگن، احتمالاً استقرار تپه دژ نیز پایان یافته‌است. فقط تراس پایینی نونبرگ با صومعه زنان مسکونی باقی مانده‌است. در فلات قله تا قرن یازدهم حداقل آثار ملموس یافت شد.
شهر سالزبورگ زیر نظر آرن که توسط شارلمانی اسقف اعظم شد، توسعه یافت تا به کلان‌شهر آلپ شرقی و بعداً کلان‌شهر منطقه آلمانی زبان تبدیل شود. از دیدگاه جهانی، سالزبورگ در ابتدا به عنوان بخشی از بایرن اهمیت چندانی نداشت. این در بحث سرمایه‌گذاری تغییر کرد (قرن ۱۲)، که در آن امپراتور و پاپ برای برتری جنگیدند. هر دو سعی کردند رهبران محلی را از طریق اعانه‌ها و امتیازات به خود جلب کنند، که آنها را قادر ساخت تا قدرت سیاسی و اقتصادی خود را افزایش دهند.

### دژ رومی
بزرگترین ذینفع از این سیاست اسقف اعظم گبهارد بود که به سرعت از اعتراف گیرنده امپراتوری به صدراعظم امپراتوری و در سال ۱۰۶۰ و به مقام اسقف اعظم سالزبورگ رسید. با این حال، به جای اینکه خود را تابع نیکوکار امپراتوری یا پاپ کند، به دنبال ایجاد اسقف سوفرگانی خود بود که سرانجام با امتیاز متقابل در گورک تأسیس کرد (۱۰۷۲). این موقعیت قانونی منحصربه‌فرد، که نفوذ پاپ و امپراتور را در انتخاب اسقف‌ها از بین برد (سه اسقف دیگر از این قبیل در زمان ابرهارد دوم دنبال می‌شد)، موقعیت اسقف اعظم سالزبورگ را بسیار تقویت کرد. گبهارد توسط هر دو طرف مورد محبت قرار گرفت. او در کنار پاپ قرار گرفت، زیرا قرار بود امپراتور از حق تعیین مناصب کلیسایی محروم شود. برای سالزبورگ، این درگیری به معنای عدم اطمینان سیاسی بود. اموال کلیسا غارت شد و اشراف امتیازات زیادی دریافت کردند. در سال ۱۰۷۶ مهمترین پایگاه در سالزبورگ در جنوب آلپ در فریاش مورد حمله مارگراف استایری قرار گرفت. در پاسخ، به گفته شرح حال او، حدود سال ۱۰۷۷ گبهارد چندین استحکامات ساخته شده‌است. به این ترتیب بود که مانع گذرگاه Lueg که مهمترین نقطه عبور از آلپ شرقی به ایتالیا و همچنین سه دژ ایالتی Friesach, Hohenwerfen و Hohensalzburg را کنترل می‌کرد، به وجود آمد. گفته می‌شود که امپراتور در راه بازگشت از ایتالیا نمی‌توانست از سالزبورگ عبور کند و برای اینکه بتواند حداقل از گذرگاه‌های شیب‌دار کارینتیا عبور کند، مجبور شد سرزمین‌های فریولی، کارنیولا و ایستریا را به آکویلیا واگذار کند. با این وجود گبهارد پس از بازگشت مجبور به فرار شد. امپراتور یک ضد اسقف منصوب کرد، اما او نتوانست خود را در برابر اشراف وفادار نشان دهد. در سال ۱۰۸۶ گبهارد توانست به سالزبورگ برگردد. او در سال ۱۰۸۸ در دژ هوهنورفن درگذشت. این رویدادها ظهور سالزبورگ به قدرت سیاسی، اهمیت اشراف محلی و استحکامات امن را نشان می‌دهد. قدرت واقعی در دژها نمایان شد. در اواخر ۱۱ در قرن نوزدهم، زمانی که اقتدار امپراتوری زیر سؤال رفت، دژهای بسیاری در سراسر کشور ساخته شد و آنها را به حاملان واقعی قدرت سرزمینی تبدیل کرد.
در سال ۱۱۰۵ هاینریش پنجم، پسر و ضدشاه، امپراتور هاینریش چهارم، اعتراف گیرنده خود را کنراد به عنوان اسقف اعظم سالزبورگ انتخاب کرد. این مورد علاقه که به خودنمایی معروف بود، اسقف امپراتوری را اخراج کرد، دژ هوهنسالزبورگ او را فتح کرد و ساختمان‌های متعددی در شهر برپا کرد (محل اقامت اسقفی جدید، تبدیل کلیسای جامع با دو برج، دو صومعه کلیسای جامع، تونل آبی مونچسبرگ (کانال آلم)، بیمارستان فقیر، چندین صومعه و دادگاه اسقف سوفرگان و قدیمی‌ترین استحکامات شهر). دژهای اسقف اعظم برای ایمن ساختن شهر محل سکونت و نقاط حساس حکومت در نظر گرفته شده بود. سالزبورگ، ورفن و فریاش به دژها گسترش یافتند. برخلاف اقامتگاه شهر که برای رویدادهای مذهبی استفاده می‌شد، این دژ در درجه اول برای تظاهرات قدرت وخاستگاه اصیل اسقف اعظم و جاه طلبی‌های سیاسی او مورد استفاده قرار می‌گرفت.
به دژ اصلی رومی هوهنسالزبورگ یک دیوار حلقه‌ای بیرونی تاج‌دار قوی با قسمت‌های دیواری که تا حد امکان مستقیم کشیده شده بود، داده شد که به دلیل ارتفاع ثابت در گوشه‌های شیب‌دار، دارای ارتفاعات برج‌مانندی بود. این منجر به یک جبهه به طول ۱۵۰ متر به شهر شد. در آن زمان، دولومیت تپه دژ تقریباً منحصراً به عنوان مصالح ساختمانی دژ مورد استفاده قرار می‌گرفت. یک دیوار حلقه ای داخلی و یک برج مسکونی بزرگ در جنوب هوهر استاک امروزی استحکامات را تکمیل کردند. از این حلقه بیرونی رومی ۴۵۰ متری اوایل دوازدهم قرن، مناطق طولانی بیش از حد ساخته شده بود، اما منطقه دروازه و نشانه‌های ساختار داخلی گم شده‌است. در آن زمان بیش از ۳۰ وزیر در دژ زندگی می‌کردند که احتمالاً ساختمان‌های نمایندگی خود را داشتند. اصطبل‌ها، انبارها و مشاغل صنایع دستی وجود داشت، اما بقایای آنها به دلیل ساخت و سازهای بعدی و ارتفاع زیاد کوه از بین رفته‌است.
در وسط مجموعه دژ، به وضوح از شهر قابل مشاهده است، در کنار یک حیاط کوچک داخلی و بالای نمازخانه دژ قدیمی، ساختمانی با یک سالن بزرگ رقص ساخته شده‌است - که به طرز باشکوهی با طاق‌های پنجره بزرگ تزئین شده و با نقاشی‌های فراوان - ساختار آن ساخته شده‌است. تا به امروز تا حدودی زنده مانده‌است. نمازخانه قدیمی درست در کنار دیوار حلقه ای بزرگ قرار داشت، گالری آن مستقیماً از ساختمان تالار از طریق یک درگاه طاقدار کوچک یا یک گذرگاه مرتفع قابل دسترسی بود. کلیسای قدیمی نیز با گالری جدید، کاربردهای گچ بری و نقاشی‌های گسترده مبله شده بود. این نمازخانه دژ به تازگی در حفاری‌ها کشف شده و - تا آنجایی که حفظ شده - کشف شده‌است. بخش‌های معماری مرتبط مانند سنگ‌های گوه‌ای و طاق‌های گچبری پیدا شد، بنابراین معماری کلیسا را می‌توان به خوبی بازسازی کرد. از سوی دیگر، مبلمان زیبا به سختی حفظ شده‌است. از نظر دندروکرونولوژیکی تأیید شده، قدمت لایه اصلی به حدود ۱۱۴۰ می‌رسد. قطعاتی که دوباره مونتاژ شده‌اند امکان اتصال به ناحیه پایه حفظ شده، گوشه‌های اتاق و قاب پنجره‌ها را فراهم می‌کنند. بر اساس این نشانه‌ها، سه ناحیه اصلی وجود دارد، یک پایه شبه مرمری، یک فریز شکل و یک پهنه پنجره تاجی با نوار پیچ و خم. گروه‌هایی از فیگورها و مدال‌ها صحنه‌ای ضد صحنه را به شخصیت‌های اصلی پیشنهاد می‌کنند.
اهمیت برجسته دژ قرون وسطایی هوهنسالزبورگ نه تنها در ساختار ساختمان تا حد زیادی حفظ شده و اثاثیه نمازخانه، که از نظر تاریخ هنر قابل توجه است - گچ کاری گچ در اینجا برای اولین بار در شمال آلپ استفاده شده‌است - در پذیرش مستقیم نهفته‌است. عناصر ساختمانی مقدس در ساختمان سکولار. پنجره‌های طاقدار بزرگ از معماری معاصر صومعه به عاریت گرفته شده‌است، و نقاشی‌های دیواری در سالن رقص توسط نقاشان کلیسا نیز برای این دوره منحصر به فرد است.
در طول ۴۶ سال سلطنت ابرهارد دوم (۱۲۰۰–۱۲۴۶)، سالزبورگ اوج ساخت دژ را تجربه کرد. در تأسیسات اساسی هوهنسالزبورگ، چندین مرحله ساخت و ساز بزرگ را می‌توان در طول این مدت اثبات کرد، که ظاهراً در نظر گرفته شده بود تا نیاز روزافزون به اتاق‌های نمایندگی را در نظر بگیرد. ابتدا یک ساختمان مستطیل شکل عرضی به هسته قدیمی هوهر استوک اضافه شد که توسط دیوارهای داخلی باریک به قطعاتی با اندازه مساوی تقسیم شد. تالار ضیافت یک نقاشی دیواری جدید دریافت کرد که احتمالاً می‌توانست بر اساس امتیاز امپراتور برای اصول روحانی که در آن زمان اجرا می‌شد، اجرا شود.

### دژ گوتیک
بخشی از ساختمان جدید تخریب شد، حیاط کوچک داخلی ساخته شد، یک دستشویی چند طبقه ساخته شد و ساختاری همگن به ابعاد ۲۲ × ۳۳ متر با یک راه پله جلویی ایجاد کرد. تالار مرکزی را می‌توان به عنوان پیشرو ساختمان کاخ گوتیک با سیستم راهروی مرکزی آن تعبیر کرد.
در قرن ۱۵ دژ اصلی هوهنسالزبورگ تقریباً به‌طور انحصاری گسترش یافت و برج‌های تفنگی با قابلیت شلیک ساخته شدند و بنابراین اولین برج‌های واقعی در دژ که فقط در پاسخ به سلاح‌های گرم جدید ساخته شدند. تحت رهبری لئونهارد فون کوچاخ، یکی از معاصران امپراتور ماکسیمیلیان، ارتقاء به نماد قدرتمند قدرت حاکمیتی در حدود سال ۱۵۰۰ انجام شد. در آن زمان، این اسقف اعظم دژ را به یک کاخ مسکونی مدرن و مستحکم گسترش داد. نکته برجسته هنری ساخت چندین اتاق شاهزاده بود که به لطف سنگ‌تراشی، کنده کاری و اجاق به خوبی حفظ شده، یک اثر اصلی هنر گوتیک اروپایی را نشان می‌دهد.

### دژ در دوره‌های رنسانس و باروک
در اوایل هفدهم در قرن نوزدهم اروپا توسط جنگ سی ساله بین اتحادیه پروتستان و اتحادیه کاتولیک از هم پاشید. در سال‌های ۱۶۳۲، ۱۶۴۶ و ۱۶۴۸ حتی انتخاب کننده باواریا با خزانه خود به دژ هوهنسالزبورگ گریخت. اسقف اعظم پاریس فون لودرون (۱۶۱۹–۱۶۵۴) توانست با ارتقاء گسترده سنگرهای خود از سالزبورگ در برابر حملات محافظت کند. از سال ۱۶۲۰، کل شهر قدیمی توسط استحکامات و سنگرهای جدید قوی احاطه شده بود که کل مونچسبرگ و فستونگسبرگ را شامل می‌شد. کار پرهزینه سنگرسازی توسط استاد سازنده سانتینو سولاری رهبری شد. از سال ۱۶۳۳ تا ۱۶۴۵ این دژ همچنین تقویت دیوارهای حلقه قرون وسطایی انجام شد. تمام سنگرهای چوبی که هنوز وجود دارند و تقریباً تمام سقف‌های برج بلند و سقف بلند هوهر استاک برداشته شد. در عوض، سنگرهای جدید مستحکمی در جنوب غربی، غرب و شرق ساخته شد که دیوارهای بزرگی به تپه دژ اطراف می‌رسید. پله‌های زیرزمینی متصل به چندین بندر سالی. این دروازه با تبدیل دروازه شهردار، اولین طاق حصار، دو دروازه و گربه بسیار پیشرفته بالای پیترزفریدوف تقویت شد. برای قرار دادن پارک توپخانه به‌طور قابل توجهی تقویت شده، زرادخانه بزرگ بین دروازه‌های راس و شلودر گسترش یافت، در زیرزمین‌های دو طبقه هوهر استاک (امروزه موزه ماریونت) به صخره شکسته شد و در سال ۱۶۴۴ اولین سالن بسیار مرتفع شلیک شد. گذرگاه توسط یک نیم طبقه تقسیم می‌شد. برای اسکان سربازان، اتاقک‌های جدید خدمه در نزدیکی Reißzug ایجاد شد و سلول‌های زندان در برج افقی ساخته شد.
در زمان ماکس گاندولف فون کوئنبورگ (۱۶۶۸–۱۶۸۷) کوئنبورگ باستی بزرگ در سال ۱۶۸۱ به دلیل سقوط احتمالی زوینگر شمالی، اما مهمتر از همه به دلیل خطر پیشروی ارتش ترکیه (محاصره وین در ۱۶۸۳) ساخته شد. در کنار، سنگر به ارتفاع بیش از ۳۰ متر آن با یک سرریز کوچک با کازمیت‌های بیشتر همراه است. فرانتس آنتون فون هاراخ (۱۷۰۹–۱۷۲۷) ناهارخوری را ساخت و گذرگاه مارها از جمله برج شهردار را بازسازی کرد. در نتیجه، تنها اقدامات جزئی مانند تعمیرات و دیوارهای حائل کوچک و محکم‌تر انجام شد. پس از سال ۱۷۸۹ موجودی زرادخانه منحل شد.

### از پادگان اتریش تا آهنربای گردشگری
در قرن هجدهم اسقف اعظم سالزبورگ، که تا آن زمان مستقل بود، به‌طور فزاینده ای به سیاست اتحاد اروپا و جنگ‌های ائتلافی آن کشیده شد. عرضه تسلیحات ذخیره شده در تسلیحات چشمگیر بود، فقط تعداد کمی در سالزبورگ باقی مانده بود. یکی از قدیمی‌ترین آنها، یک تیرکمان قرون وسطایی واقع در زیر Roßpforte، تنها در قرن ۱۹ مورد استفاده قرار گرفت. در قرن نوزدهم به صاحبان دژ کروزنشتاین فروخته شد. پس از روند نامطلوب نبرد هوهنلیندن، شاهزاده اسقف اعظم کولوردو مجبور شد از نیروهای پیشروی که بعداً در والز جنگیدند فرار کند. سالزبورگ در سال ۱۸۰۳ سکولاریزه شد (قسمت اعظم از حکومت سکولار جدا شد) و در سال ۱۸۰۵ به سلطنت اتریش ملحق شد. در اوایل سال ۱۸۵۱، اهمیت هنری زیاد اتاق‌های شاهزاده گوتیک شناخته شد و آنها به‌طور گسترده بازسازی شدند. در سال ۱۸۶۱، امپراتور فرانتس یوزف اول شخصیت دژ را لغو کرد و چندین زرادخانه و انبار قدیمی پس از آن تخریب شد. Hoher Stock تا سال ۱۸۸۳ یک پادگان ("Hohe-Stock-Barracks") باقی ماند. ساختمان‌های بیرونی تا سال ۱۹۱۸ به عنوان یک فروشگاه لباس و زندان مورد استفاده قرار می‌گرفتند و هنگ راینر از سال ۱۹۱۲ تا ۱۹۱۴ در اینجا مستقر بود) با افزایش گردشگری، راه‌آهن دژ در سال ۱۸۹۱ ساخته شد و خانه یوهان مایکل هایدن به یک ایستگاه دره تبدیل شد. ترمیم کار شاخ "گاو نر سالزبورگ" دنبال شد، که قبلاً در سال ۱۷۵۳ توسط یوهان روچوس اگداچر تجدید شده بود.
پس از جنگ‌های جهانی و ده سال اشغال، این دژ توانست دوباره خود را به عنوان نمادی از شهر در میان جریان رو به رشد گردشگران قرار دهد. رویدادهای فرهنگی متعدد، مانند آکادمی تابستانی نقاشان معرفی شده توسط اسکار کوکوشکا، جشنواره قرون وسطی و بازار ظهور، موزه‌ها و مجموعه‌های مختلف و همچنین کنسرت‌های معروف در تالار طلایی تضمین می‌کنند که دیوارهای قدیمی احیا می‌شوند و بازسازی در حال انجام است. کار تأمین مالی می‌شود، به طوری که دژ هوهنسالزبورگ می‌تواند پس از ۱۱۰۰ سال از عمر خود به آینده ای مثبت نگاه کند.
از سال ۲۰۱۵ تا ۲۰۱۶، اقدامات بازسازی گسترده‌ای انجام شد که در آن یک شرکت از همسایه باواریا با تجربه در حفظ آثار نیز مشارکت داشت.
در مجموع، از نظر تاریخی و ساختاری می‌توان به خوبی نشان داد که دژ هوهنسالزبورگ در قرون وسطی بالا با یک دژ اشرافی «معمولی» از نظر اندازه و اهمیت مطابقت نداشت، بلکه دارای ویژگی فرامنطقه ای بود. یک استحکامات «شاهزاده» و ساختمان باشکوه اقامتگاهی از همان ابتدا. شواهد اولیه مربوط به هنرمندانی است که در ساختمان‌های مقدس آموزش دیده‌اند، که در رشته‌های معماری، سنگ‌تراشی، گچ‌کاری و نقاشی خود نقطهٔ بالایی از توسعه قدرت قرون وسطایی را بر روی ساختمان‌های سکولار ایجاد کردند که می‌توانست با دژهای بزرگ امپراتوری رقابت کند.
در سپتامبر ۲۰۱۷، انفجارهای کوچکتری برای یک دوره شش هفته ای برنامه‌ریزی شده آغاز شد تا دو مخزن یا حوضچه آب آتش‌نشانی در صخره دژ ایجاد شود. آخرین آتش‌سوزی در دژ در سال ۱۸۴۰ بود، اما به دلیل سخت بودن تأمین آب اطفاء، تدارکاتی را برای آتش‌سوزی بزرگ احتمالی بدون نیاز به استفاده از منبع آب آشامیدنی فراهم شد.
پس از طوفان در اکتبر ۲۰۱۸ که به شدت به سقف‌های اسلحه خانه و انبار غله آسیب رساند، این سقف‌ها بین ژوئیه و نوامبر ۲۰۱۹ تجدید شدند. خرپا سقف با ضایعات چوبی تاریخی تقویت شد و در مجموع حدود ۸۰۰۰۰ زونا اترنیت و پنج تن ورق مس گذاشته شد.

## استفاده امروزی
هوهنسالزبورگ به لطف شرایط و موقعیت خوبش، توجه بسیاری را به خود جلب کرده‌است. استحکامات بیرونی را می‌توان بدون راهنما بازدید کرد. یک تور با راهنما با راهنماهای صوتی برای بخش داخلی تور (مجله نمک، اتاق شکنجه، برج کششی، نبردها، گاو نر سالزبورگ) در دسترس است. فضای داخلی طبقه بالا (اتاق‌های شاهزاده، موزه‌ها) به تنهایی بازدید می‌شود. از ژوئیه ۲۰۰۹ یک «گشت با راهنمای ویژه» به زبان آلمانی و انگلیسی در طول ماه‌های تابستان وجود دارد که باید به‌طور جداگانه پرداخت شود و در طی آن کارکنان دژ مبدل بازدیدکنندگان را به قدم زدن در قرن شانزدهم می‌برند. قرن منجر می‌شود. اتاق‌هایی که در غیر این صورت بسته هستند، مانند Pfisterei (نانوایی قدیمی)، انبار شراب، Kuenburgbastei یا سرریز چهار گوش فقط در چنین تورهای ویژه قابل بازدید هستند.
ورود به فضای باز برای ساکنان در ایالت فدرال سالزبورگ رایگان است.
علاوه بر تورها، کنسرت‌های منظمی برگزار می‌شود و از کلیسا نیز استفاده می‌شود، به عنوان مثال برای عروسی‌های کلیسا یا در چند تعطیلات انتخاب شده. موزه ماریونت سالزبورگ با فهرست تاریخی تئاتر ماریونت سالزبورگ و همچنین موزه کوک نیز در این دژ قرار دارد.<span typeof="mw:Entity" id="mwyw">&nbsp;</span>هنگ پیاده‌نظام Archduke Rainer Regiment No.<span typeof="mw:Entity" id="mwzA">&nbsp;</span>59. همچنین دوره‌هایی در آکادمی بین‌المللی تابستانی سالزبورگ برای هنرهای زیبا وجود دارد.

## چشم‌انداز

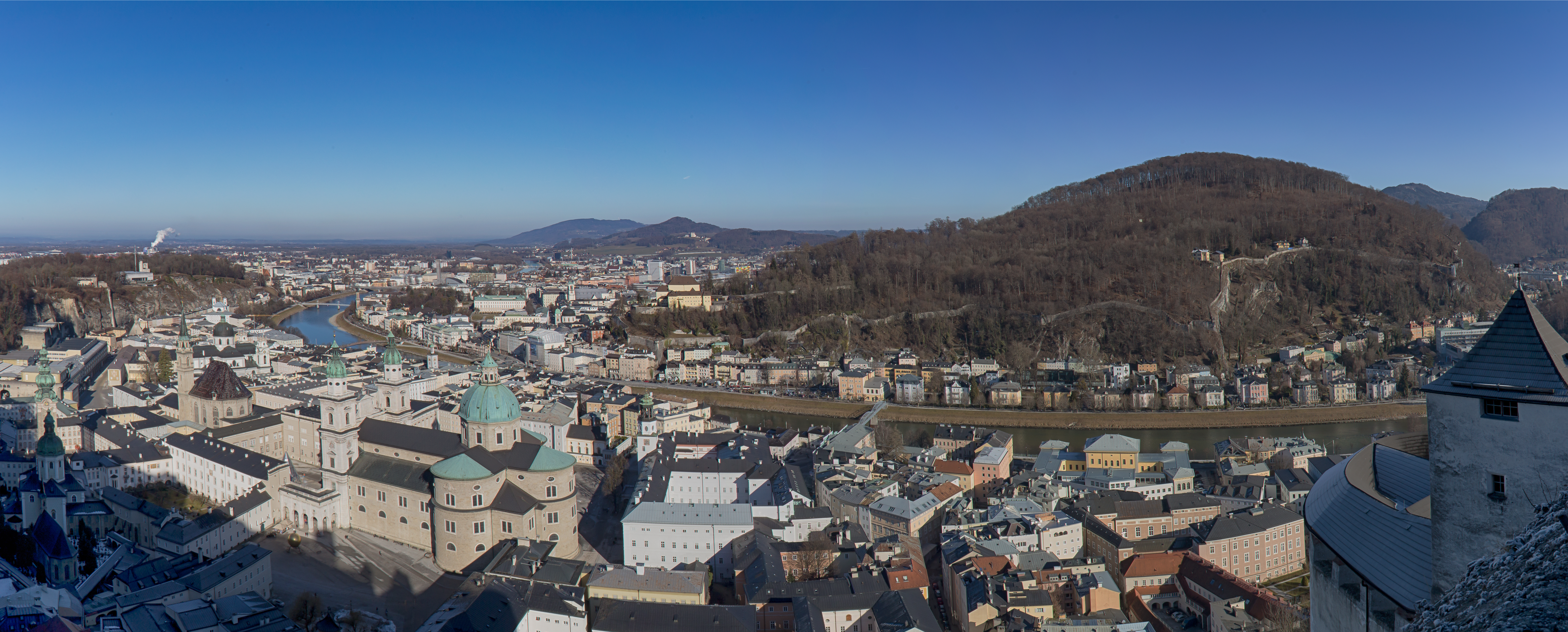
نمای سالزبورگ و هاونسبرگ تا کاپوزینربرگ (بدون بوخبرگ؛ برای این کار به نمای برج مراجعه کنید)

برج‌های دژ منظره چشمگیری از حوضه سالزبورگ و به ویژه کوه‌ها و رشته کوه‌های اطراف زیر را ارائه می‌دهند.
- هاونسبرگ (۸۳۵ متر؛ ۱۴ کیلومتر)
- Hochgitzen (676 متر؛ ۶٫۹ کیلومتر)
- پلینبرگ (۵۴۹ متر؛ ۴٫۷ کیلومتر)
- بوخبرگ (۸۰۱ متر؛ ۱۸ کیلومتر)
- کاپوزینربرگ (۶۳۶ متر؛ ۱٫۲ کیلومتر)

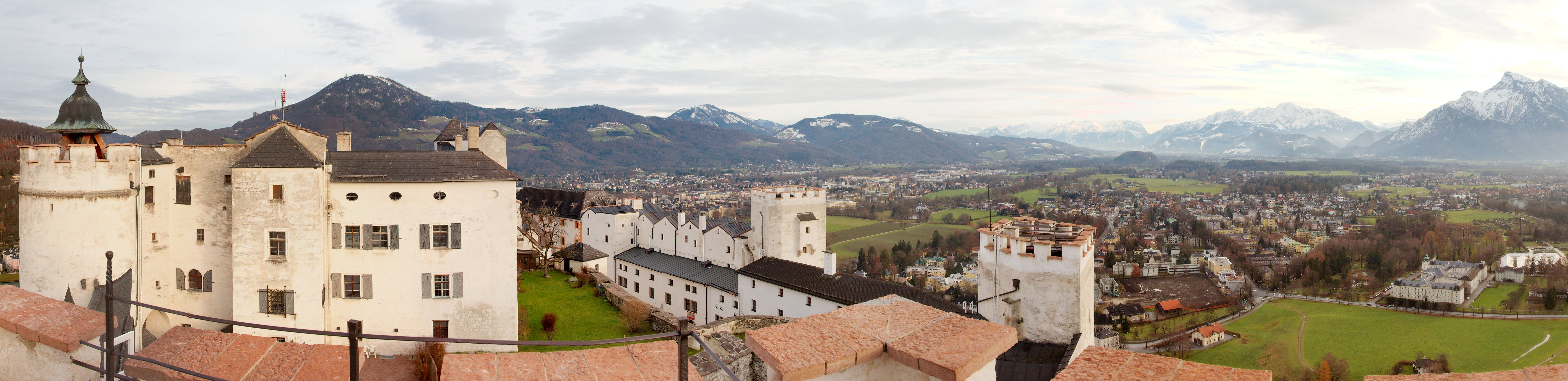
نمای جنوب شرقی حوضه سالزبورگ با Tennengebirge و Göll (Gaisberg تا Untersberg) →nbsp;360 درجه

- هوبرگ (۹۰۱ متر؛ ۵٫۸ کیلومتر؛ تا حدی پوشیده شده)
- گایزبرگ (۱۲۸۷ متر؛ ۵٫۰ کیلومتر)
- Gurlspitze (1158 متر؛ ۷٫۲ کیلومتر؛ تنها قله قابل مشاهده)
- شوارتزنبرگ (۱۳۳۴ متر؛ ۹٫۰ کیلومتر)
- سنگ آسیاب (۱۰۵۹ متر؛ ۷٫۶ کیلومتر)
- شلنکن (۱۶۴۸ متر؛ ۱۸ کیلومتر؛ تنها قله قابل مشاهده)
- Tennengebirge (تا ۲۴۳۰ متر؛ بلیکوگل چپ: ۲۴۱۱ متر، ۳۶ کیلومتر؛ راست هوچپفایلر: ۲۴۱۰ متر، ۳۴ کیلومتر)
- گول (هوهر گول: ۲۵۲۲ متر؛ ۲۲ کیلومتر)

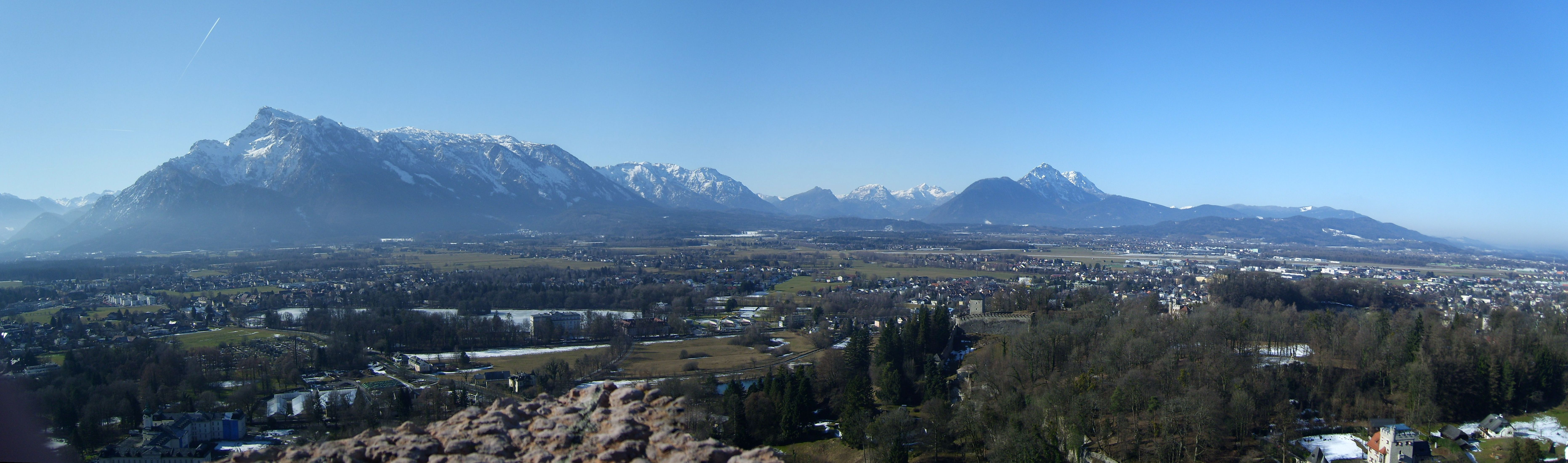
نمایی از غرب حوضه سالزبورگ و Untersberg به Teisenberg

- آنترسبرگ (تا ۱۹۷۲ متر؛ سالزبرگر هوچترون: ۱۸۵۲ متر، ۹٫۱ کیلومتر درست پشت گایرک بیرون زده‌است: ۱۸۰۶ متر، ۸٫۶ کیلومتر)
- کوه‌های لاتن (کارکوپف: ۱۷۳۸ متر؛ ۱۷ کیلومتر)
- گروهورندل (نگاه کنید به تخته سنگ؛ ۱۷۴۷ متر؛ ۳۶ کیلومتر؛ فقط قله قابل مشاهده است)
- مولنبرگ (رابنشتاینهورن: ۱۳۷۳ متر؛ ۲۰ کیلومتر)
- Ristfeuchthorn (1569 متر؛ ۲۳ کیلومتر)
- بوق یکشنبه (۱۹۶۱ متر؛ ۲۹ کیلومتر)
- استافن
  - Vorderstaufen (1350 متر؛ ۱۴ کیلومتر)
  - Hochstaufen (1771 متر؛ ۱۶ کیلومتر)
  - Zwiesel = Hinterstaufen (1782 متر؛ ۱۸ کیلومتر)
- هوچگرن (۱۷۴۸ متر؛ ۴۰ کیلومتر؛ تنها قله قابل مشاهده)
- هوچفلن (۱۶۷۴ متر؛ ۳۷ کیلومتر؛ تنها قله قابل مشاهده)
- تیزنبرگ (تا ۱۳۳۳ متر؛ ۲۱ کیلومتر)

## متفرقه
- در سال ۱۹۱۸، کارل ورکمان، منشی خصوصی امپراتور کارل اول، به عنوان " بارون ورکمان فون هوهنسالزبورگ " به درجه بارونی اتریش ارتقا یافت.[۷]
- در ۳. در ۱ ژوئن ۱۹۷۷، پست اتریش تمبر قطعی سری تمبرهای مناظر از اتریش را به قیمت ۷٫۵۰ شیلینگ با این موتیف منتشر کرد.

## تصاویر

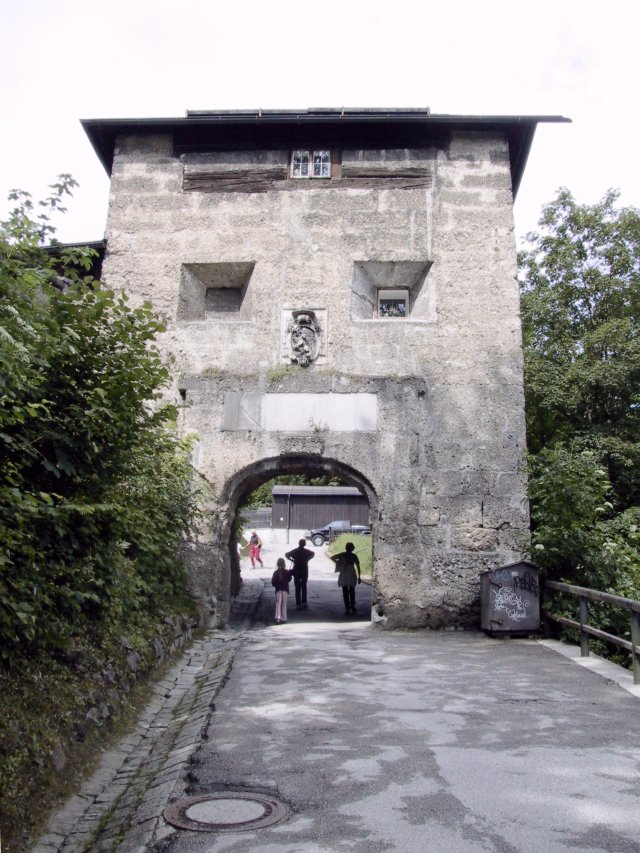
دروازه کمان لودرون (قوس مانع اول)
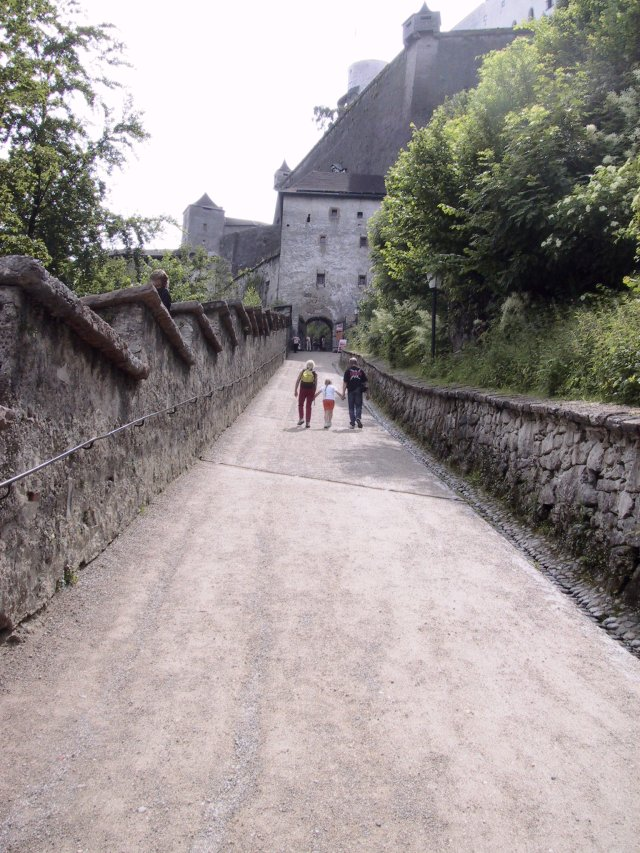
صعود به Keutschach-Bogen (طاق مانع دوم)
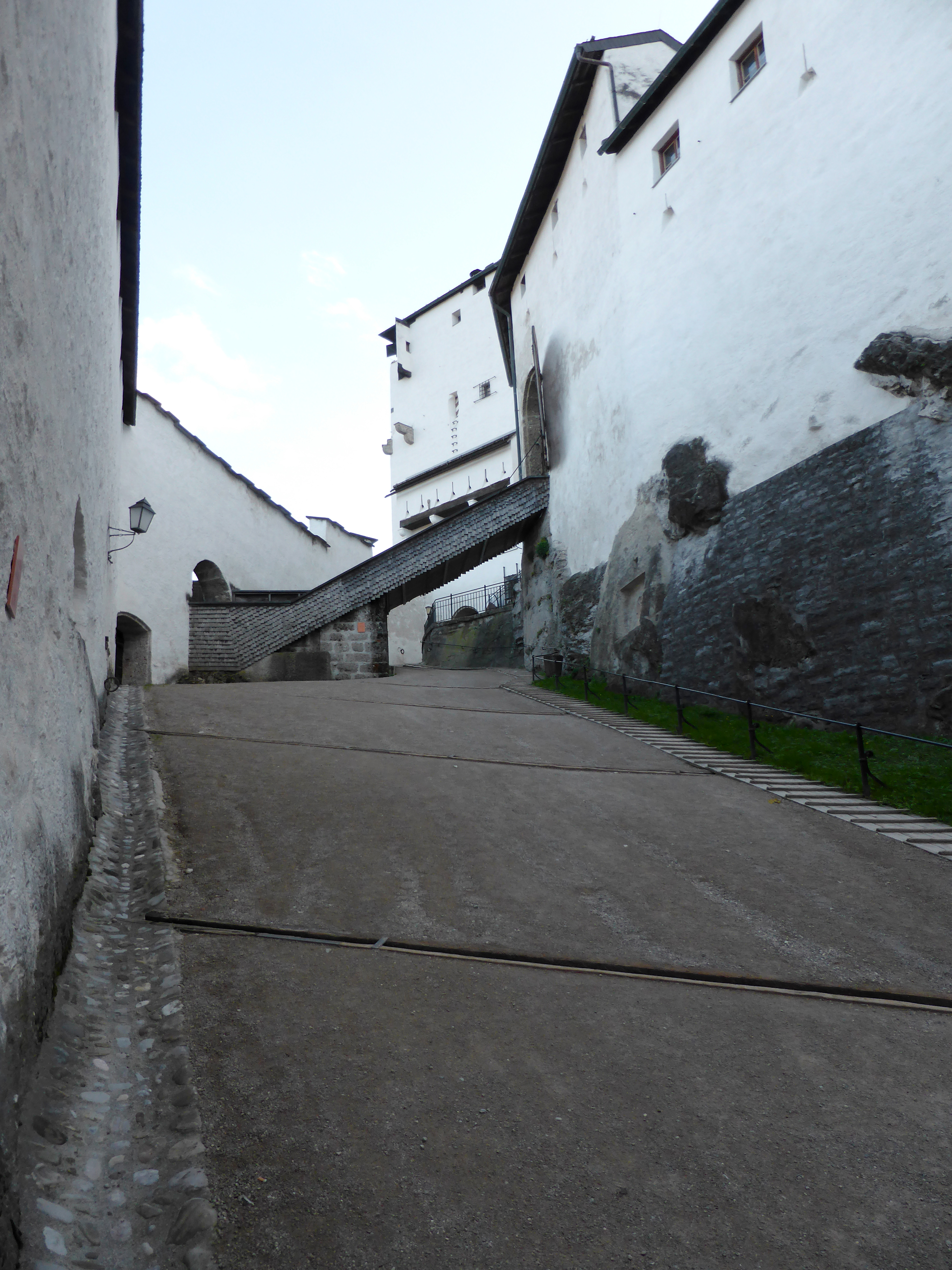
پلکان کنار گذرگاه مار
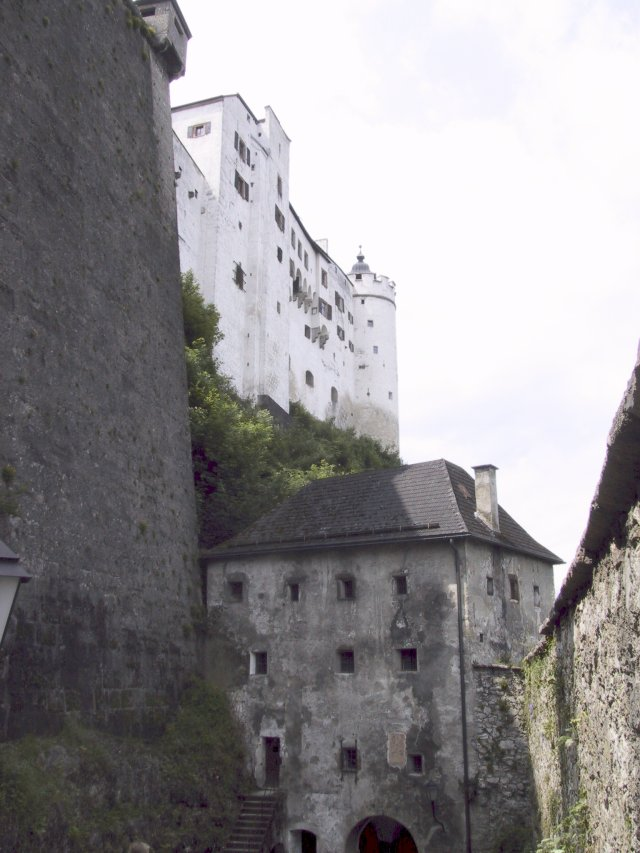
نمایی از Keutschachbogen, Hohen Stock و Kuenburgbastei
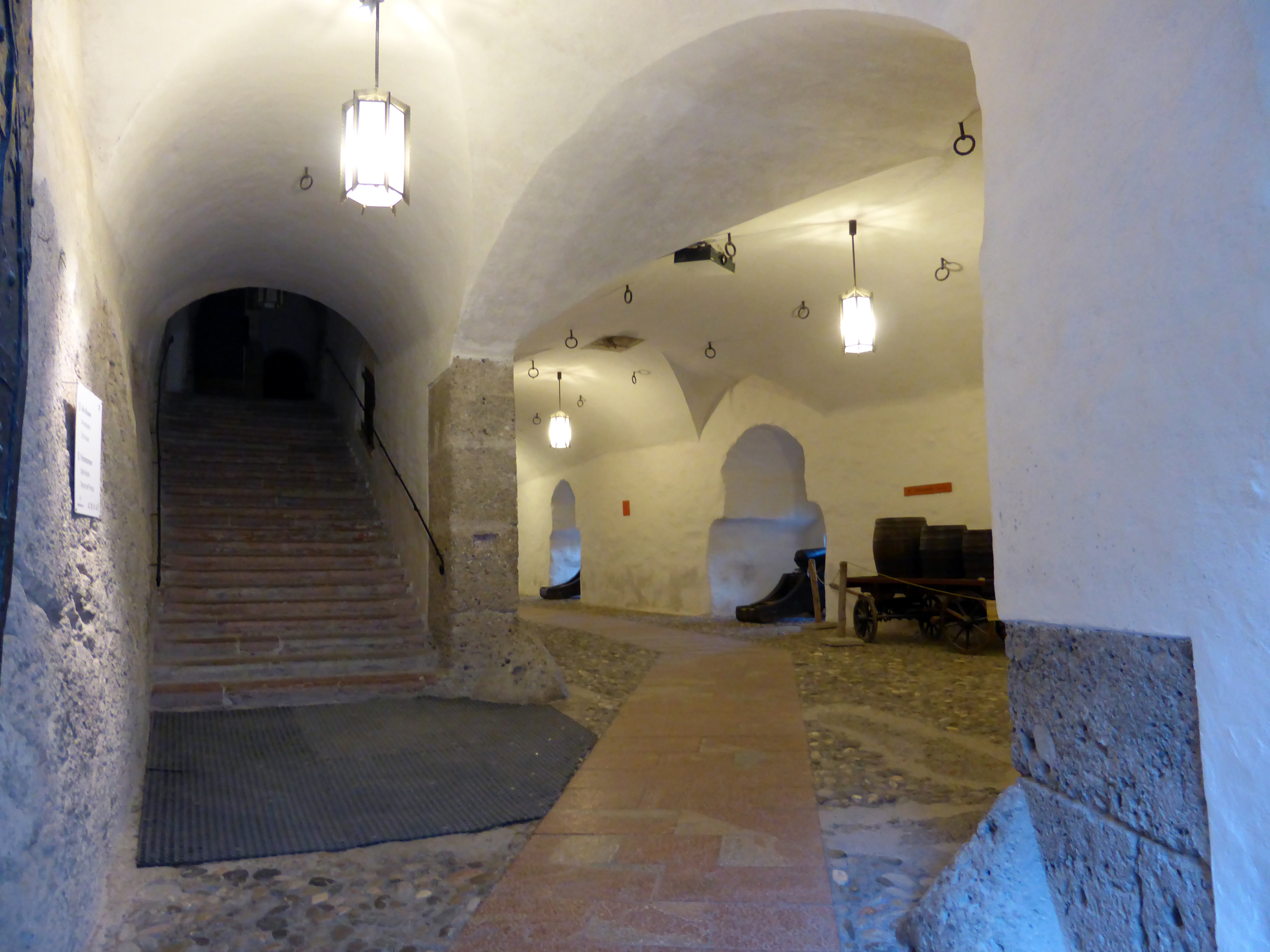
فوئرگانگ (طاق توپخانه) در استوک بالا
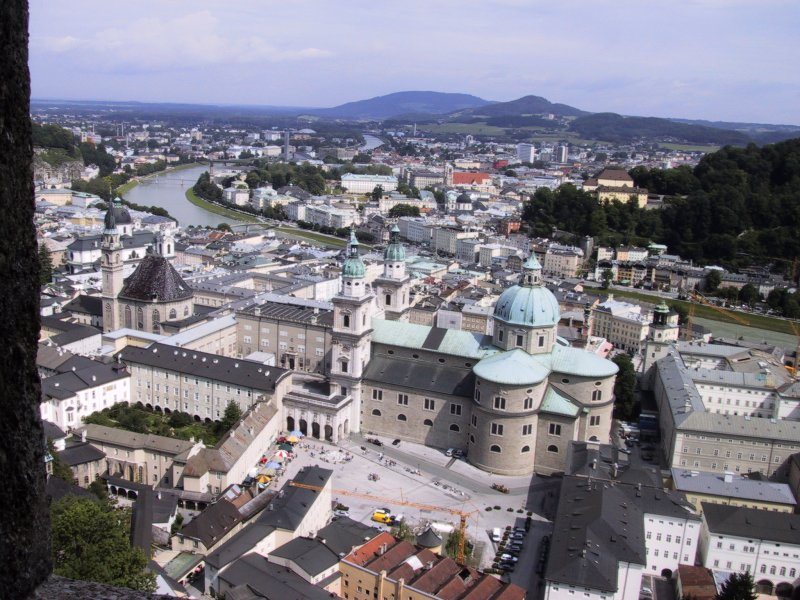
نمای شهر قدیمی از مسیر آتش نشانی
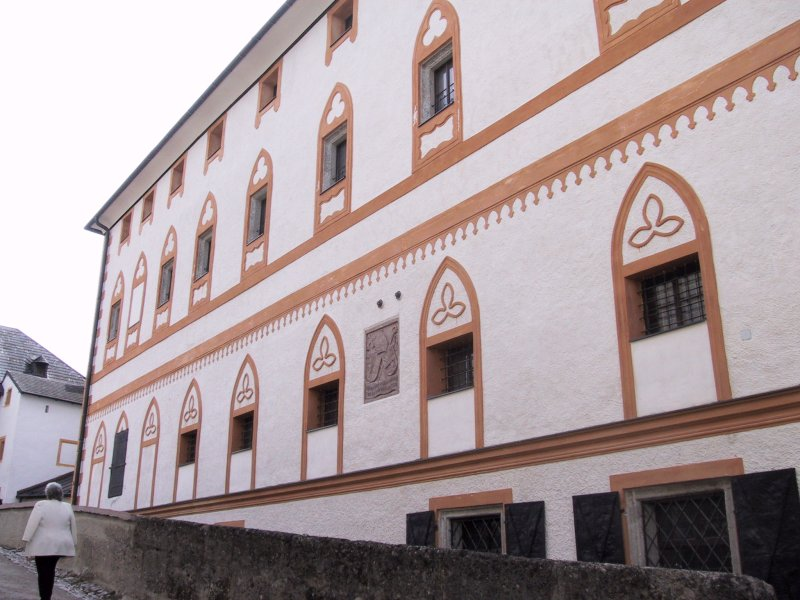
جعبه ذخیره سازی در حلقه بیرونی قلعه
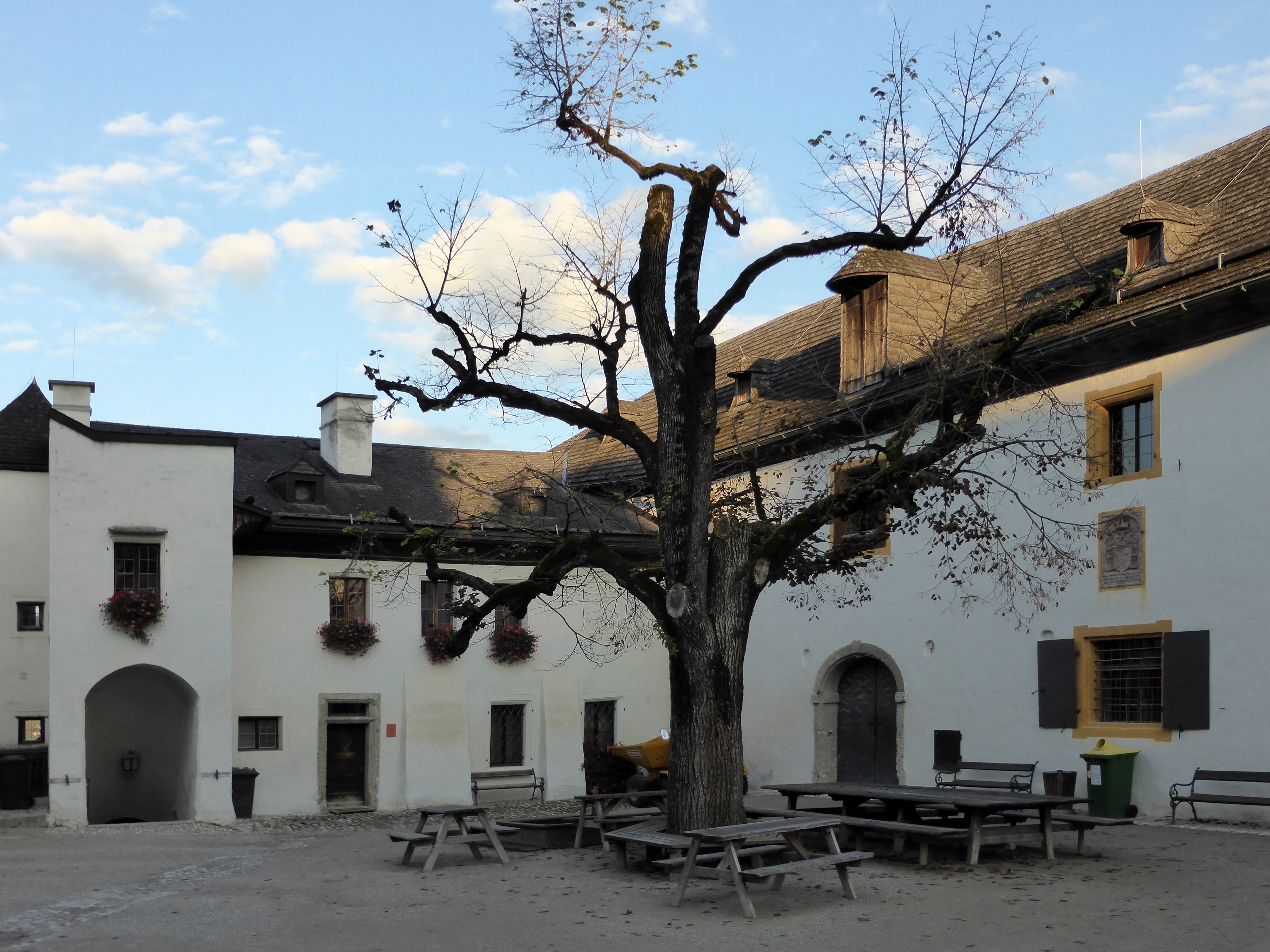
حیاط بزرگ
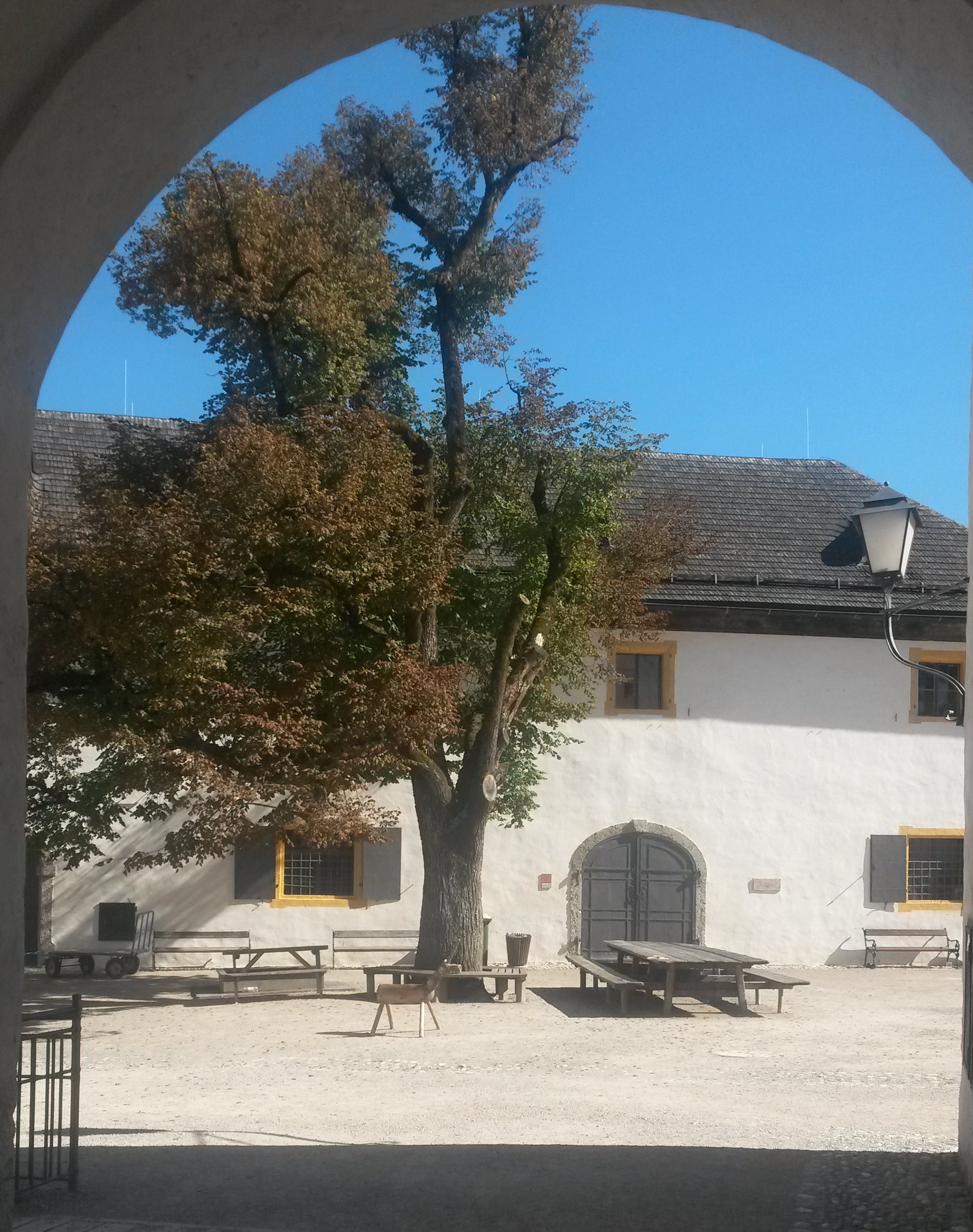
گذر به حیاط بزرگ
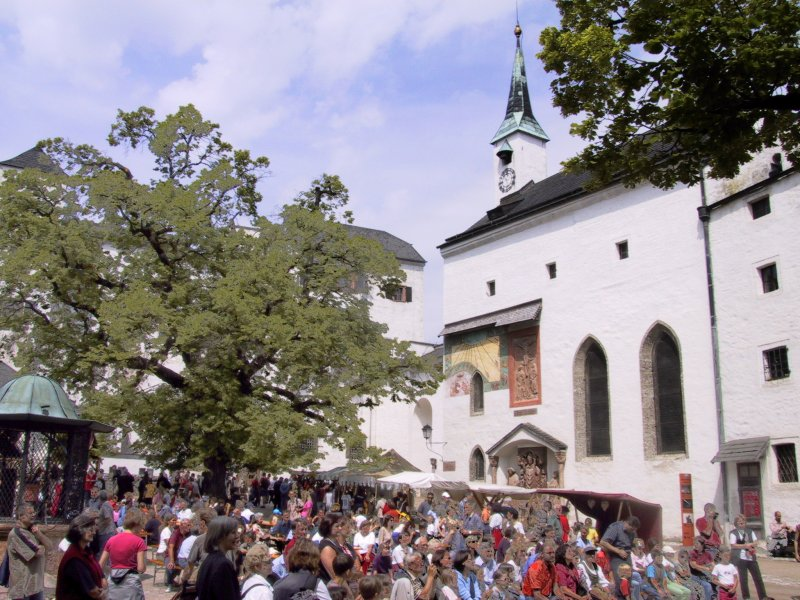
حیاط بزرگ با کلیسای سنت جورج
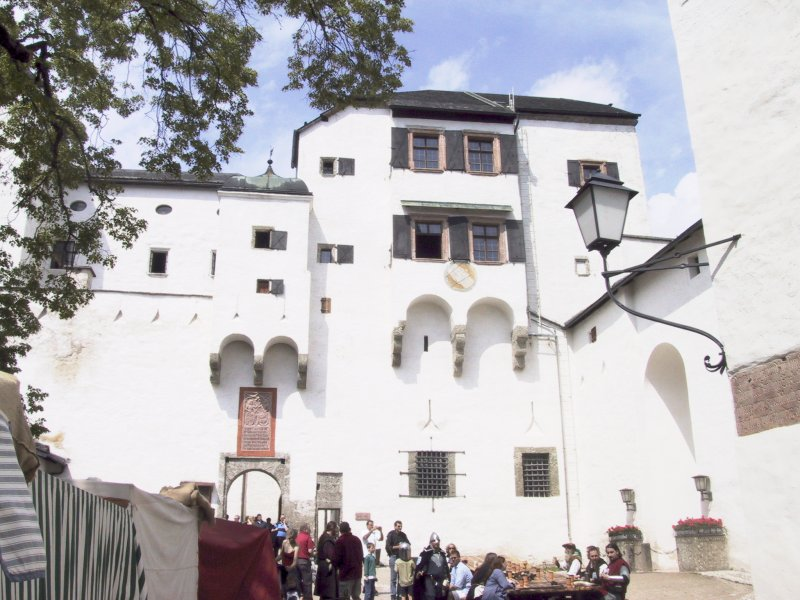
حیاط بزرگ و گذرگاه به High Stock
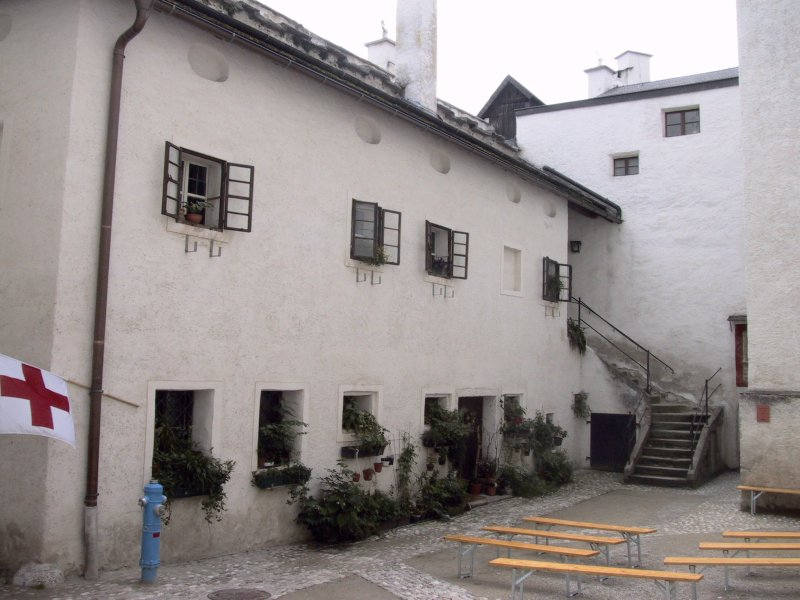
Wallmeisterstöckl در حیاط درونی قلعه
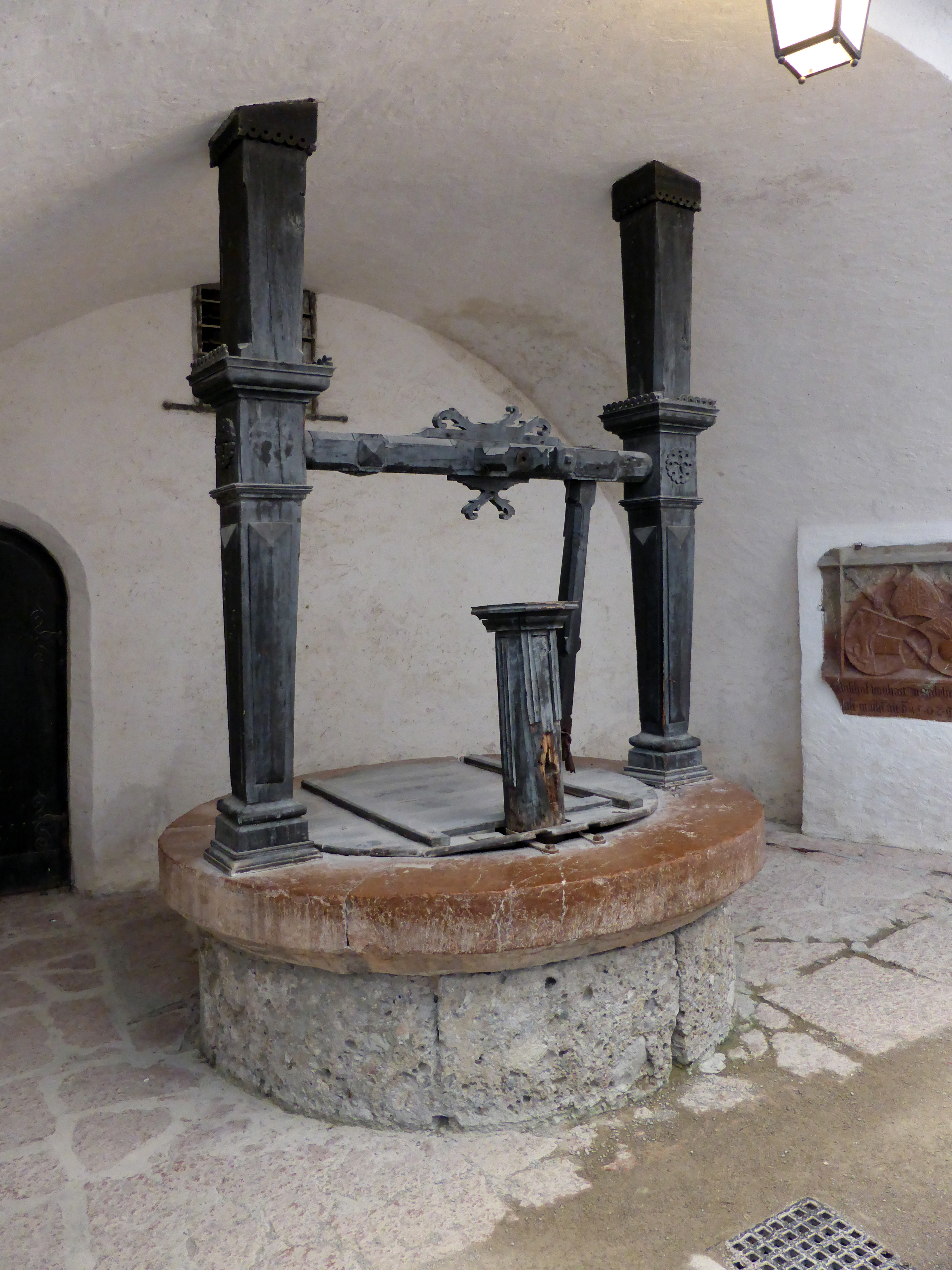
مخزن Keutschach در Hohen Stock
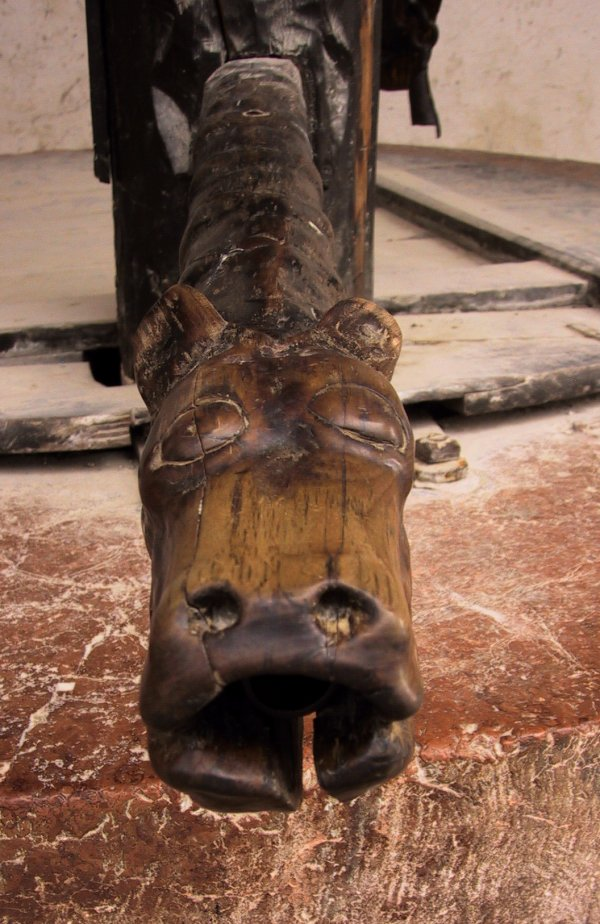
جزئیات مخزن Keutschach (آب توزیع کننده)
طبقه بالا از Reckturmطبقه بالا از Reckturm
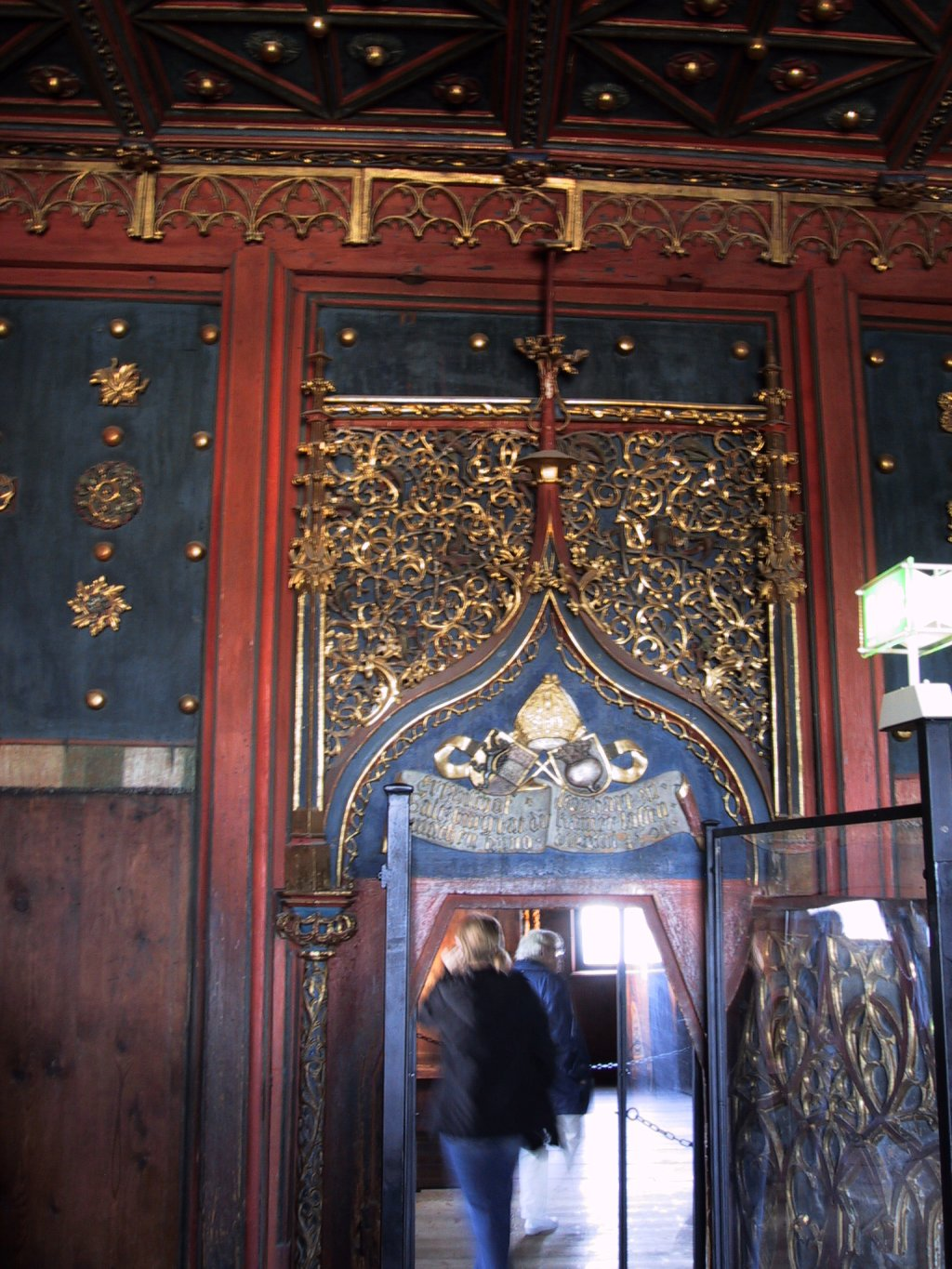
اتاق طلایی
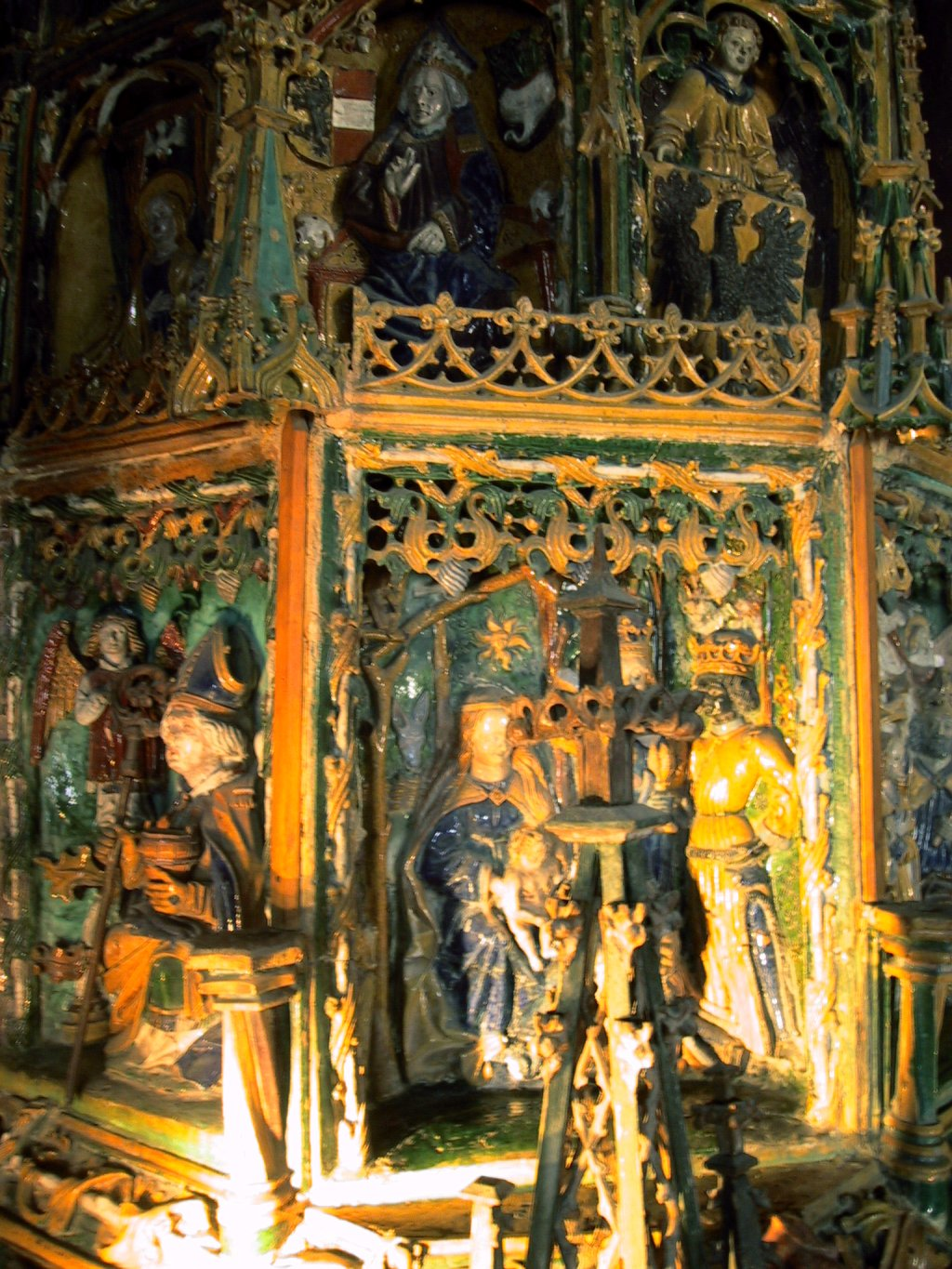
اجاق گاز کاشی کاری شده باشکوه در گلدن استوب (جزئیات)
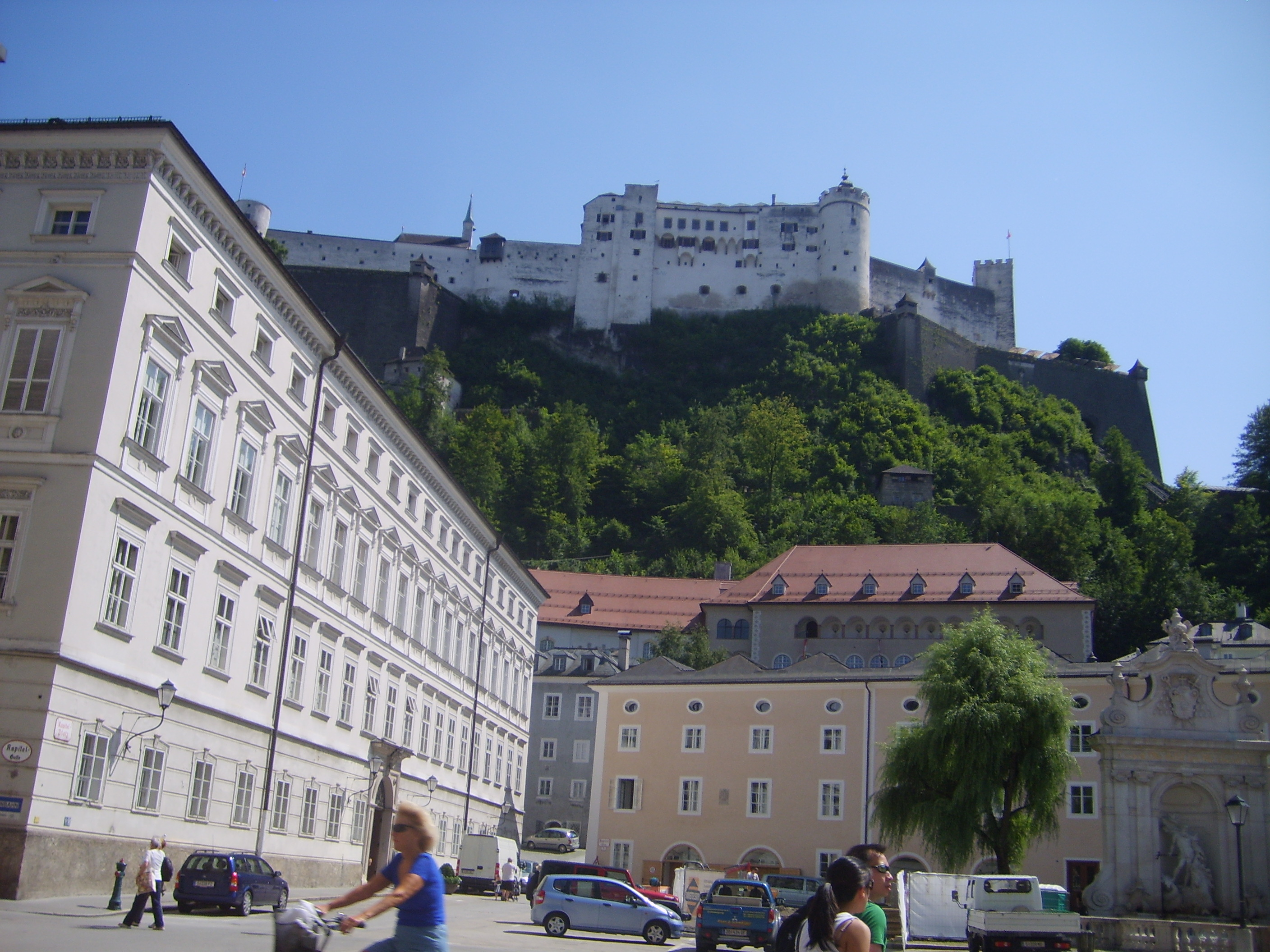
قلعه هوهنسالزبورگ که از کلیسای جامع سالزبورگ دیده می‌شود
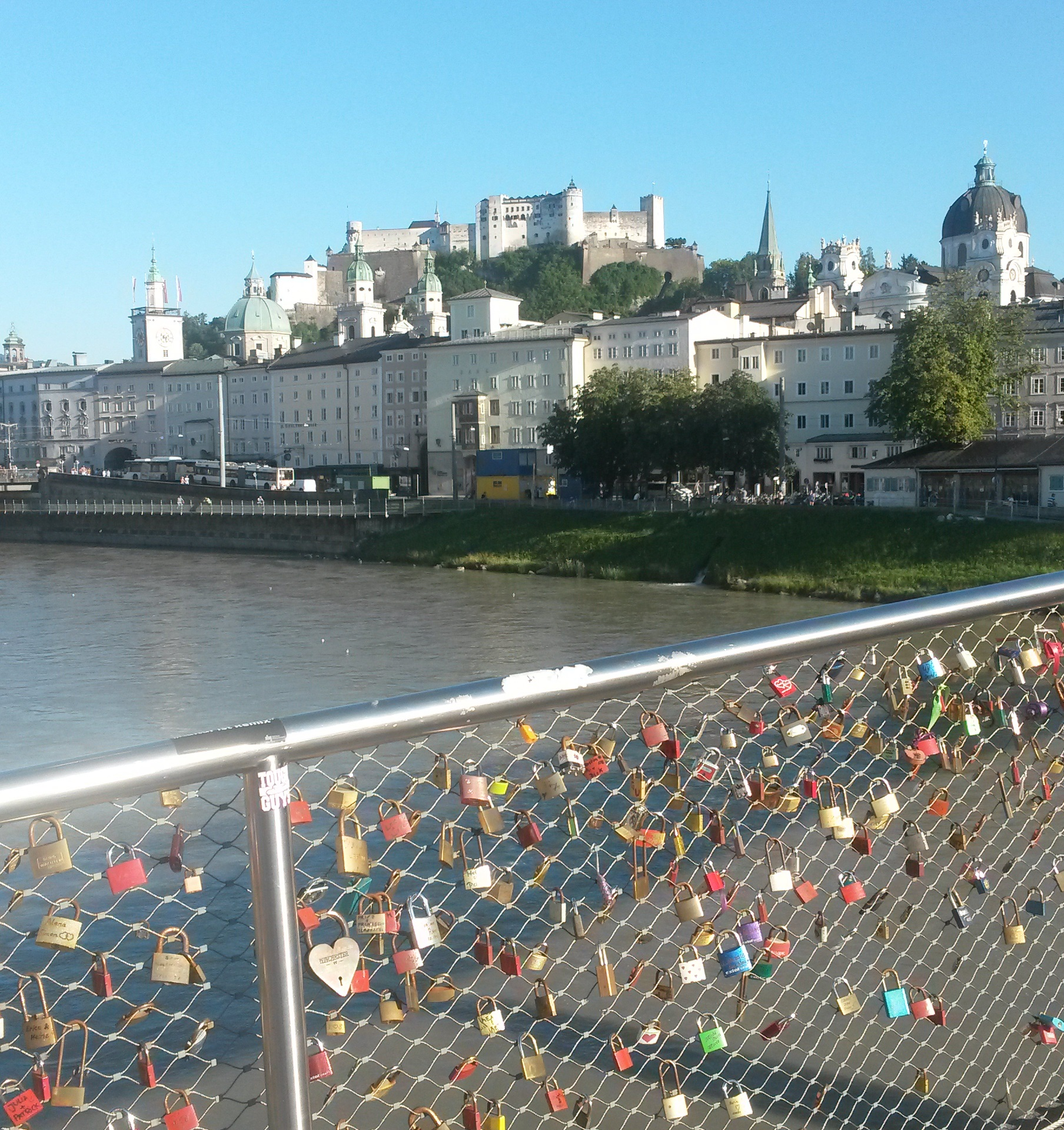
قلعه هوهنسالزبورگ از ماکارشتگ
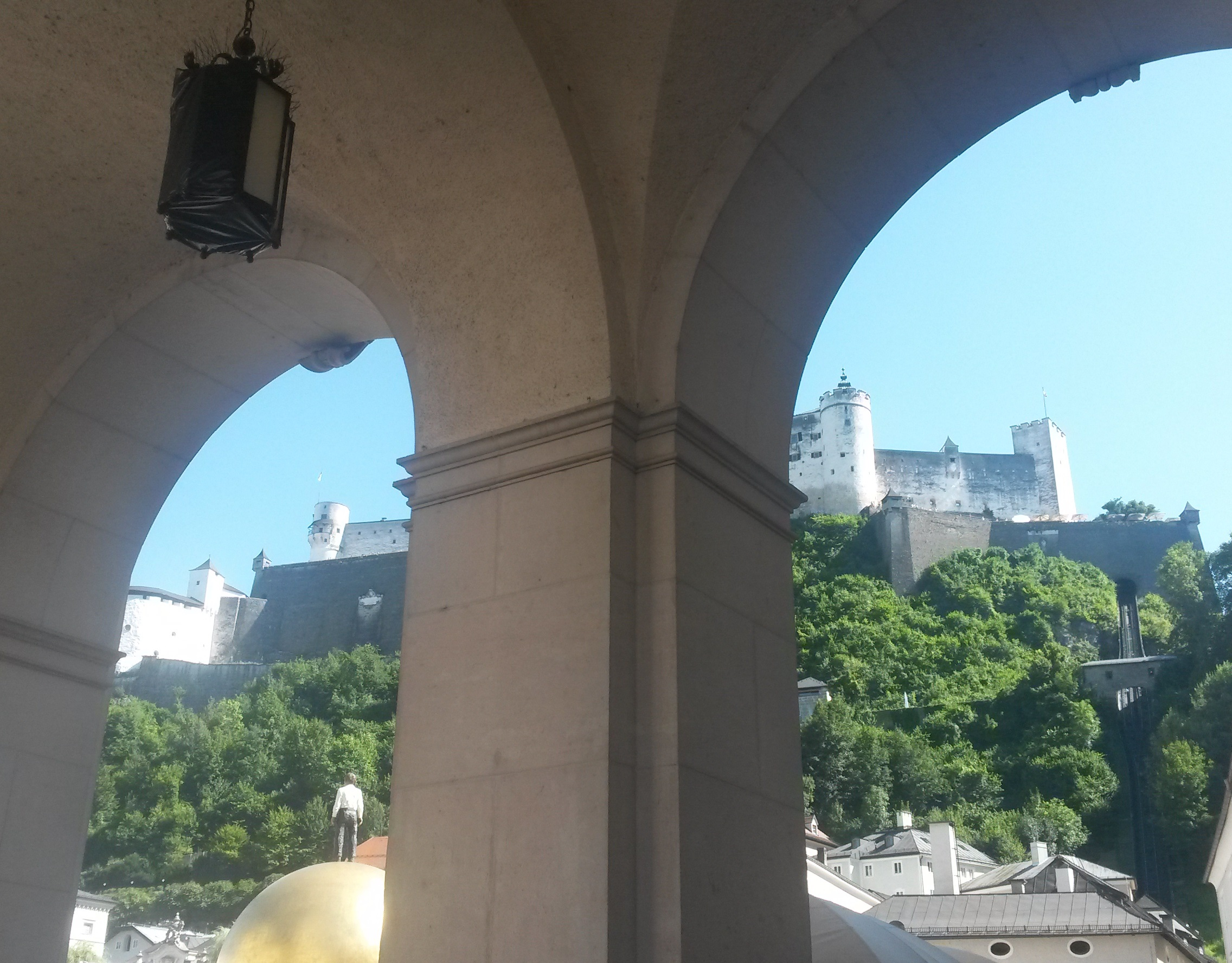
قلعه هوهنسالزبورگ از کاپیتل پلاتز دیده می‌شود
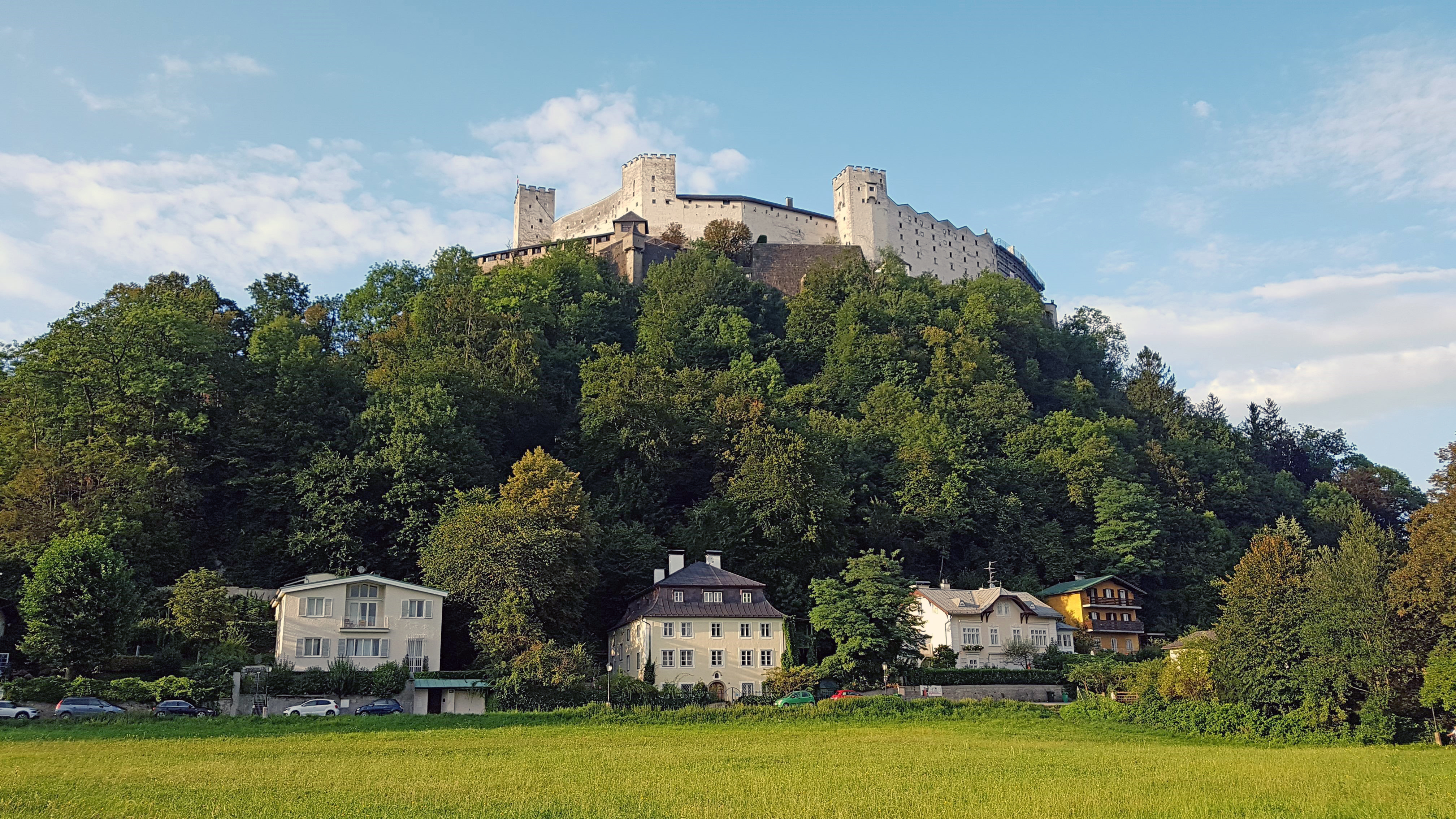
قلعه از هرب هیل در آگوست ۲۰۱۹ دیده می‌شود
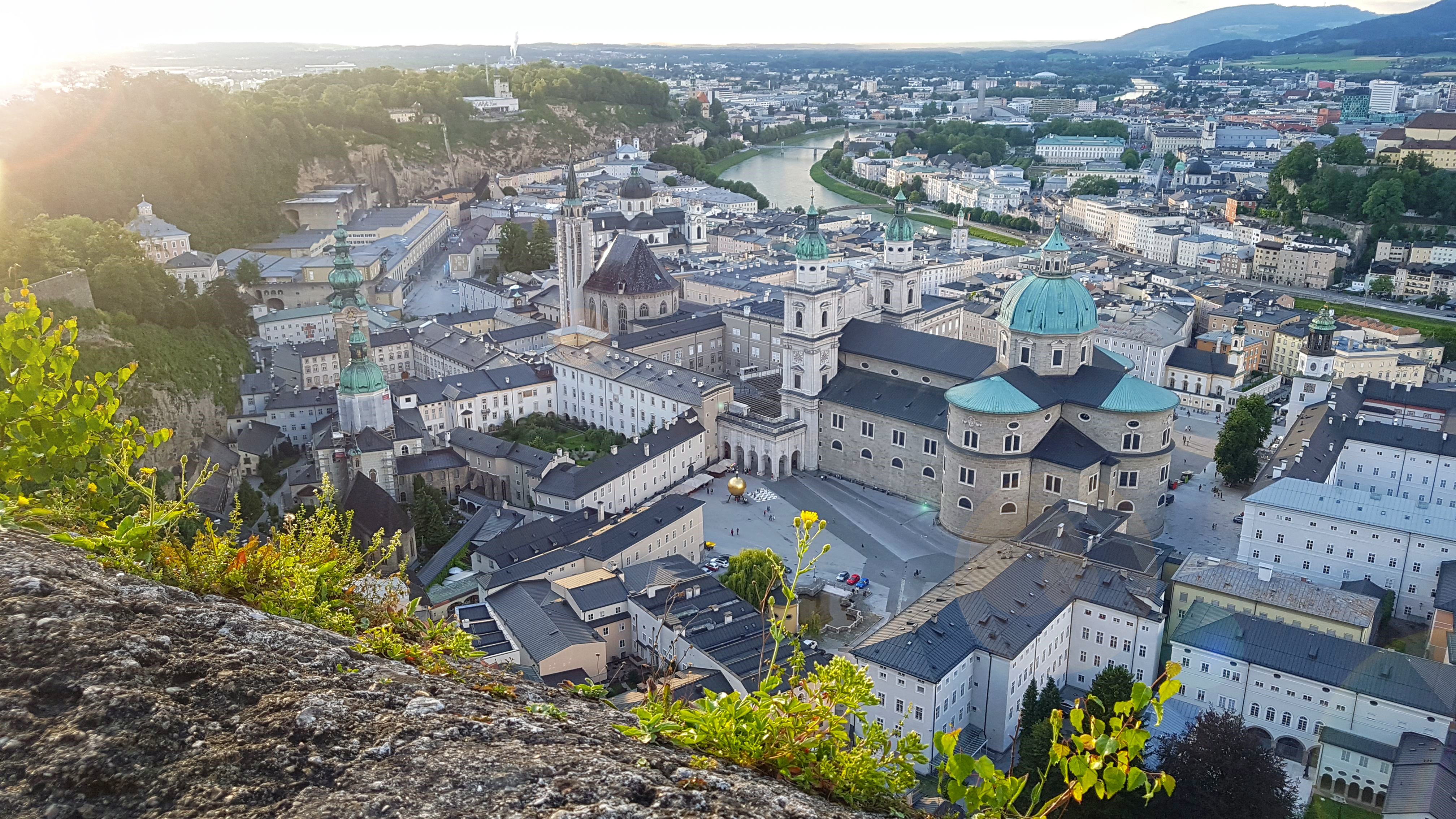
نمایی از قلعه به شهر قدیمی سالزبورگ، ۲۰۱۹
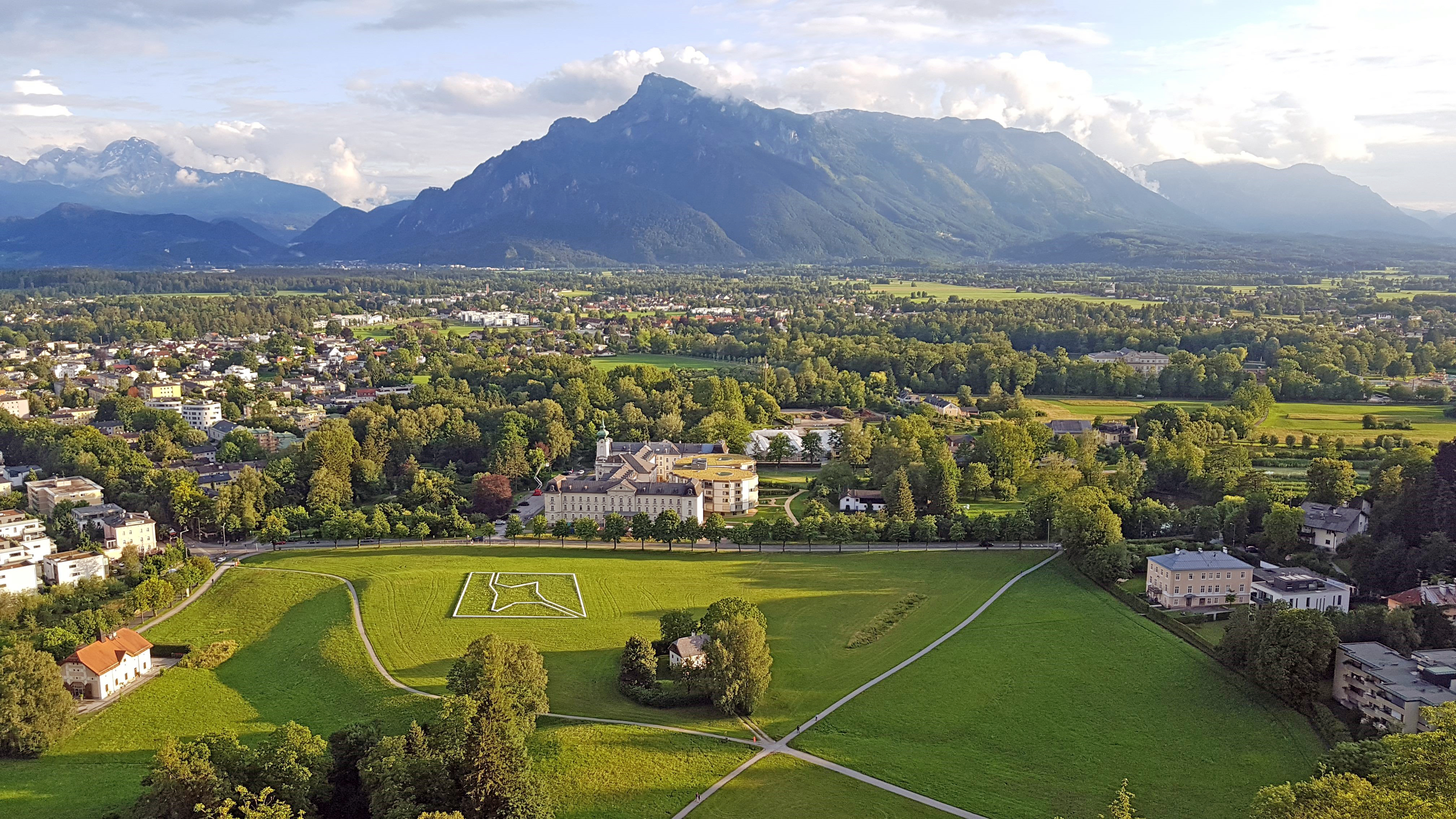
نمایی از قلعه به سمت Untersberg 2019

## ادبیات
- نیکول ریگل: هوهنسالزبورگ زیر نظر لئونهارد فون کوچاخ و کاردینال ماتئوس لانگ فون ولنبرگ. استحکامات و نمایندگی ۱۴۹۵–۱۵۴۰. در: دژها در آلپ (= تحقیق در دژها و قصرها ۱۴). پترزبرگ ۲۰۱۲، صص ۹۵–۱۰۹.
- نیکول ریگل: فعالیت‌های ساختمانی کاردینال ماتیوس لانگ فون ولنبورگ (۱۴۶۸–۱۵۴۰)، مونستر (غربی) ۲۰۰۹، ISBN 978-3-930454-75-4.
- کارل هاینز ریچل: مینیاتورهای سالزبورگ ۲. Otto Müller Verlag, Salzburg-Vienna 2001, ISBN 3-7013-1037-8.
- Reinhard Medicus: Schlossberg (Festungsberg امروزی) و نونبرگ در تاریخ فرهنگی و طبیعی، در: Bastei - مجله برای حفظ و مراقبت از ساختمان‌ها، فرهنگ و جامعه، ۵۴. سال ۳ قسمت، سالزبورگ ۲۰۰۵.
- نیکولاس شافر: دربارهٔ تاریخچه اسلحه‌های سالزبورگ در سال ۱۸۰۰. در: اطلاعیه‌های انجمن مطالعات منطقه ای سالزبورگ . جلد ۱۲۵، ۱۳۶۴، ص 525 (zobodat.at [   ).
- لایه پاتریک: دژ هوهنسالزبورگ. The Guide to History and Architecture وین ۲۰۰۷، ISBN 978-3-901232-88-6 .
- پاتریک شیشت: سنگرهای خدا. ساختمان دژ اسقف اعظم سالزبورگ وین ۲۰۱۰، ISBN 978-3-85161-031-4 .
- ابرهارد زوینک (ویرایش): ۹۰۰ سال دژ هوهنسالزبورگ ، سالزبورگ ۱۹۷۷.
- ریچارد شلگل : وسته هوهنسالزبورگ، کتاب مصور، تاریخ از ۱۰۷۷ تا قرن ۲۰. قرن با عکس‌های آلویس اشمیدباوئر ، اتو مولر ورلاگ، سالزبورگ ۱۹۵۲، ۲۲۴ صفحه.[۸]

## لینک‌های وب
- دژ هوهنسالزبورگ
- هوهنسالزبورگ (وب سایت خصوصی)
- دژ هوهنسالزبورگ در burgenseite.com
- مقاله توسط اداره بناهای تاریخی فدرال (BDA) در مورد بازسازی نمای دژ هوهنسالزبورگ (۲۰۰۶)
- وب کم با نمایی از سالزبورگ و دژ هوهنسالزبورگ
- Eintrag über

## ارجاعات و یادداشت‌های فردی
1. ↑  https://de.statista.com/statistik/daten/studie/296133/umfrage/beliebteste-sehenswuerdigkeiten-in-oesterreich-nach-besucherzahl/
2. ↑  Der Bund schenkt dem Land Salzburg die Festung Hohensalzburg in den Salzburger Nachrichten vom 6. Dezember 2016 abgerufen am 7. Dezember 2016
3. ↑  dpa: Hohensalzburg mit bayerischem Holz umgebaut, Augsburger Allgemeine Zeitung
4. ↑  Sprengungen auf Festung Hohensalzburg orf.at, 8. September 2017, abgerufen 8. September 2017.
5. ↑  Neues Festungsdach fast fertiggestellt orf.at, 12. November 2019, abgerufen am 12. November 2019.
6. ↑  Welt der Marionetten - Marionettenmuseum. salzburg.info.
7. ↑  Arno Kerschbaumer, Nobilitierungen unter der Regentschaft Kaiser Karl I. / IV. Károly király (1916-1918). Graz 2016, ISBN 978-3-9504153-1-5, S. 133.
8. ↑  Veste Hohensalzburg